# Saint-Vaast-la-Hougue
Pour les articles homonymes, voir Saint-Vaast.
Saint-Vaast-la-Hougue (prononcé [sɛ̃.vaːlaug]) est une commune française, située dans le département de la Manche en région Normandie, peuplée de 1 666 habitants.
Elle a la particularité de présenter sur son territoire un site majeur de l’œuvre de Vauban : les tours observatoires de Tatihou et de la Hougue, inscrites en 2008 au patrimoine mondial de l'humanité dans le cadre de l'ensemble « fortifications de Vauban ».
Saint-Vaast-la-Hougue fait partie des villes et villages classés « 2 fleurs » au label villes et villages fleuris, et a été élue Village préféré des Français 2019, lors de l'émission du 26 juin 2019 diffusée sur France 3.

## Géographie

### Localisation
La commune est situé sur la côte est du Nord-Cotentin.
Les communes limitrophes sont La Pernelle, Réville et Quettehou.

### Hydrographie
La commune est située dans le bassin Seine-Normandie. Elle est drainée par la Saire, un bras d'Escarbosville, le canal 01 de la Bijude, le cours d'eau 01 de la Bijude, le cours d'eau 04 du Prieuré, le fossé 01 de la Poirerie, le fossé 01 du Tot et le ruisseau d'Escarbosville,,.
La Saire, d'une longueur de 31 km, prend sa source dans la commune du Mesnil-au-Val et se jette  dans la baie de Seine sur la commune, après avoir traversé douze communes.

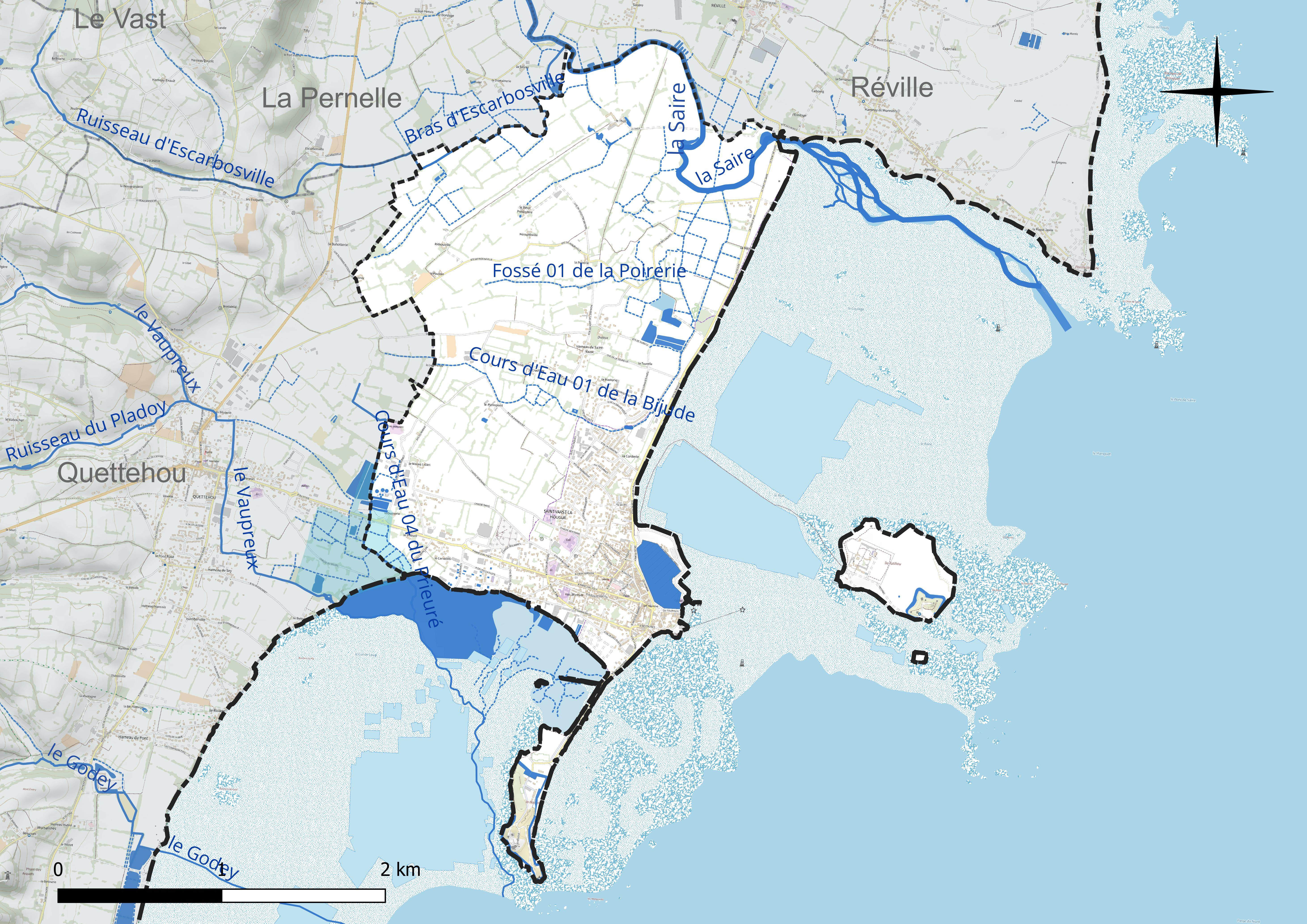
Réseau hydrographique de Saint-Vaast-la-Hougue.

### Climat
Pour des articles plus généraux, voir Climat de la Normandie et Climat de la Manche.
En 2010, le climat de la commune est de type climat océanique franc, selon une étude du CNRS s'appuyant sur une série de données couvrant la période 1971-2000. En 2020, Météo-France publie une typologie des climats de la France métropolitaine dans laquelle la commune est exposée à un climat océanique et est dans la région climatique Normandie (Cotentin, Orne), caractérisée par une pluviométrie relativement élevée (850 mm/a) et un été frais (15,5 °C) et venté. Parallèlement le GIEC normand, un groupe régional d’experts sur le climat, différencie quant à lui, dans une étude de 2020, trois grands types de climats pour la région Normandie, nuancés à une échelle plus fine par les facteurs géographiques locaux. La commune est, selon ce zonage, exposée à un « climat maritime », correspondant au Cotentin et à l'ouest du département de la Manche, frais, humide et pluvieux, où les contrastes pluviométrique et thermique sont parfois très prononcés en quelques kilomètres quand le relief est marqué.
Pour la période 1971-2000, la température annuelle moyenne est de 11,1 °C, avec une amplitude thermique annuelle de 10,6 °C. Le cumul annuel moyen de précipitations est de 917 mm, avec 13,5 jours de précipitations en janvier et 6,2 jours en juillet. Pour la période 1991-2020, la température moyenne annuelle observée sur la station météorologique la plus proche, située sur la commune de Gatteville-le-Phare à 11 km à vol d'oiseau, est de 11,6 °C et le cumul annuel moyen de précipitations est de 866,7 mm,. Pour l'avenir, les paramètres climatiques de la commune estimés pour 2050 selon différents scénarios d’émission de gaz à effet de serre sont consultables sur un site dédié publié par Météo-France en novembre 2022.

## Urbanisme

### Typologie
Au 1er janvier 2024, Saint-Vaast-la-Hougue est catégorisée bourg rural, selon la nouvelle grille communale de densité à sept niveaux définie par l'Insee en 2022.
Elle appartient à l'unité urbaine de Saint-Vaast-la-Hougue, une agglomération intra-départementale regroupant deux  communes, dont elle est une commune de la banlieue,,.
La commune est en outre hors attraction des villes,.
La commune, bordée par la Manche, est également une commune littorale au sens de la loi du 3 janvier 1986, dite loi littoral. Des dispositions spécifiques d’urbanisme s’y appliquent dès lors afin de préserver les espaces naturels, les sites, les paysages et l’équilibre écologique du littoral, comme le principe d'inconstructibilité, en dehors des espaces urbanisés, sur la bande littorale des 100 mètres, ou plus si le plan local d'urbanisme le prévoit.

### Occupation des sols
L'occupation des sols de la commune, telle qu'elle ressort de la base de données européenne d’occupation biophysique des sols Corine Land Cover (CLC), est marquée par l'importance des territoires agricoles (64,5 % en 2018), en diminution par rapport à 1990 (69,1 %).
La répartition détaillée en 2018 est la suivante : prairies (35,1 %), zones urbanisées (26,1 %), terres arables (16,8 %), zones agricoles hétérogènes (12,7 %), milieux à végétation arbustive et/ou herbacée (4,6 %), espaces verts artificialisés, non agricoles (2,6 %), zones humides côtières (2,2 %).

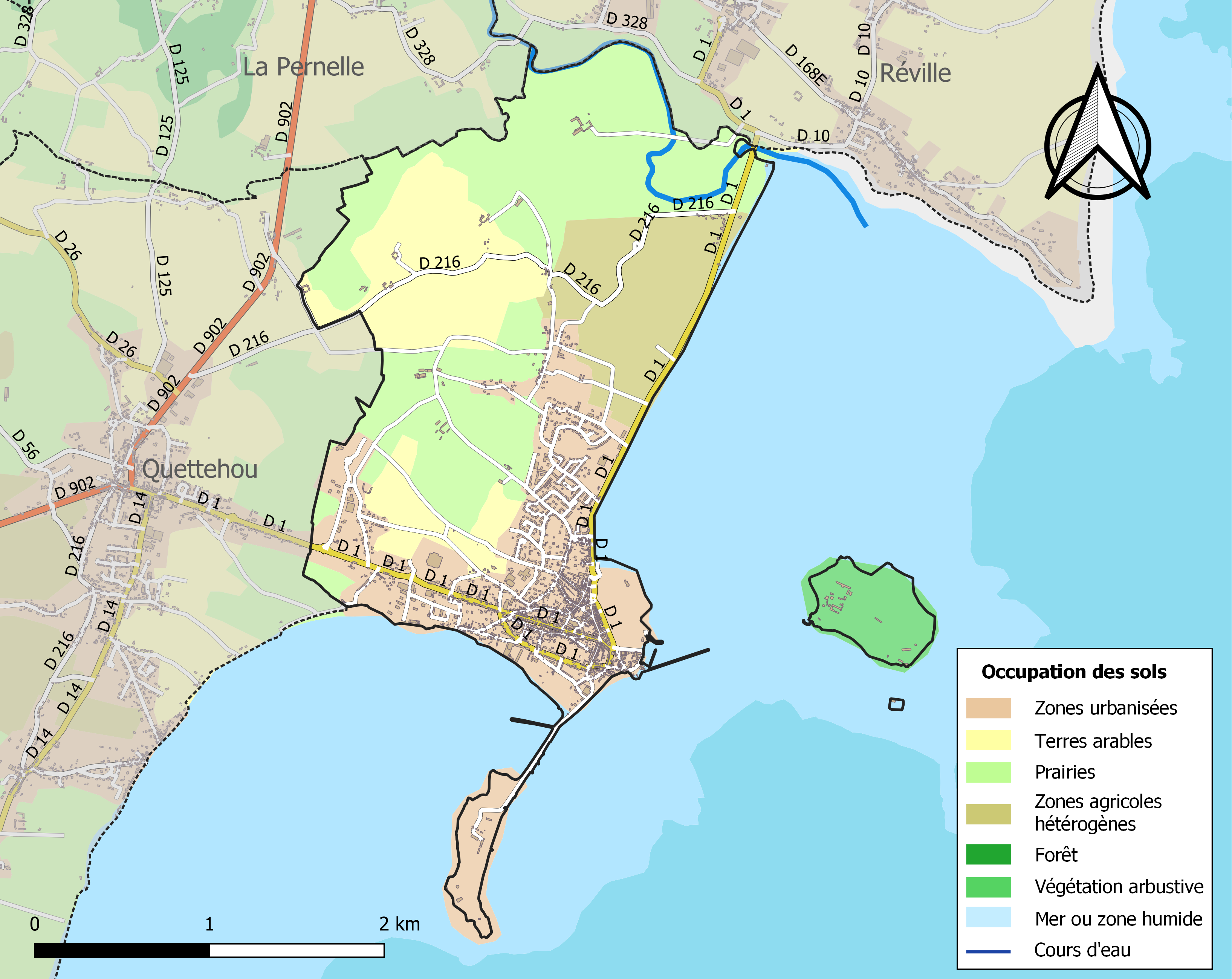
Carte des infrastructures et de l'occupation des sols de la commune en 2018 (CLC).

L'évolution de l’occupation des sols de la commune et de ses infrastructures peut être observée sur les différentes représentations cartographiques du territoire : la carte de Cassini (XVIIIe siècle), la carte d'état-major (1820-1866) et les cartes ou photos aériennes de l'IGN pour la période actuelle (1950 à aujourd'hui).

### Morphologie urbaine
La commune abrite un port de plaisance.

### Risques naturels et technologiques
Saint-Vaast-la-Hougue fait partie des 303 communes françaises identifiées comme gravement menacées par la montée des eaux, en raison du réchauffement climatique.

## Toponymie
Le nom de la localité est attesté sous la forme Sancto Vedasto de 1159 à 1189, [Ricardus de] Hoga 1216 (personnage), Hougua de Sancto Vedasto au XIVe siècle, La Hougue ou Port la Hougue en 1789, Port la Hougue en 1793, Saint-Vaast en 1801, Saint-Vaast-la-Hougue en 1888.
La paroisse est dédiée à Vaast d'Arras, évêque d'Arras puis de Cambrai au VIe siècle, religieux vénéré à l'abbaye de Fécamp en pays de Caux et dont Saint-Vaast constituait un fief. L'abbaye était en autre bénéficiaire du patronage de la paroisse.
Le déterminant complémentaire la-Hougue représente l'appellatif toponymique Hougue, commun en Cotentin, et qui est une variante de Hogue, fréquent ailleurs en Normandie. Il est issu du vieux norrois haugr et désigne en général un tertre, une hauteur,. Dans le cas présent la Hougue désigne un promontoire qui domine le port.
Dans les chartes du XIVe siècle la paroisse est appelée la Hougue de Saint-Vaast en l'Isle du Cotentin. Sous la Convention nationale (1792-1795), lors de la période révolutionnaire, la commune porte les noms de La Hougue, Port-la-Hougue, Port-Vaast, Port-Vaast-la-Hougue. Elle reprend le nom de Saint-Vaast jusqu'en 1888, date à laquelle elle devient Saint-Vaast-la-Hougue.
La prononciation est [sɛ̃.vaːlaug].
L'ancienne paroisse de Rideauville a été rattachée en 1793. Il s'agit d'une formation en -ville au sens ancien du « domaine rural », précédée du nom de personne Ridel fréquent dans la Manche et plus généralement en Normandie.

## Histoire

### Préhistoire
Des fouilles, dirigées par Gérard Fosse (1948-2019), ont révélé une occupation humaine datée du Moustérien sur le site du Fort de Saint-Vaast-la-Hougue. Dès 1832, A. Bigot avait démontré l'occupation ancienne de Saint-Vaast avec la découverte d'un gisement de silex à la Hougue. 

### Protohistoire
Sur l'île de Tatihou, c'est un gisement datant du bronze ancien qui fut découvert au Clos du Lazaret.

### Moyen Âge
À l'origine, le village avant de s'appeler Saint-Vaast, ne comprend que quelques masures dressées autour d'une église bâtie près du port aux dames, devenue ultérieurement la Porte-aux-dames.
Vers l'an mil, près de Saint-Vaast-la-Hougue, Néel Ier de Saint-Sauveur repousse un débarquement anglo-saxon du roi Æthelred le Malavisé : l'invasion anglo-saxonne, échoue grâce à l'énergie de Néel de Saint-Sauveur qui vainc les envahisseurs à la bataille du Val de Saire. Guillaume de Jumièges explique que ce débarquement visait à capturer la personne du duc de Normandie Richard. L'historien François Neveux émet quelques doutes concernant cette affirmation, constatant l'éloignement de Rouen du champ de bataille. Pour lui, il s'agit juste d'un raid de pillage en représailles des expéditions vikings dans le royaume anglo-saxon.
La paroisse médiévale, fief de l'abbaye de Fécamp, est sous le patronage de saint Vaast, qui n'est jamais venu en Normandie, car c'est dans les Flandres qu'il exerça son sacerdoce, comme évêque d'Arras. C'est probablement lors de la construction au XIe siècle de la première église, l'actuelle chapelle des Marins, que les moines de l'abbaye de Fécamp choisirent saint Vaast pour patron. Pour Éric Barré, la dédicace de l'église de la Hougue à saint Vaast, et par extension le nom de la paroisse serait le fruit de rencontre des pêcheurs du lieu avec les pêcheurs d'Artois et de Picardie en baie de Seine. Selon une tradition locale la région aurait été évangélisée par Vaast d'Arras, évêque d'Arras et saint Vigor, évêque de Bayeux au VIe siècle. Alors qu'ils se rendaient vers ce qui deviendra Quettehou, les évêques durent franchir la Bonde sur une planche de bois qui céda au passage de saint Vaast. La Bonde sert toujours de limite entre les deux paroisses,.
En 1296, lors de la guerre d'Aquitaine, Saint-Vaast fournit douze navires de guerre. Le port, en dépit de son rôle militaire, dépendait principalement des abbayes de Fécamp et de la Trinité de Caen, cette dernière déclarant y avoir un « droit de siège et ancrage ou posage des navires et bateaux dans le havre de la Hougue et autres lieux du gravage d'icelles ».
En 1340, lors de la bataille de L'Écluse, de nombreuses nefs de la Hougue furent coulées : le Saint-Jehan, le Saint-Jame, la Nostre-Dame, le Saint-Esperit, la Jehannète, la Pélerine, la Mignolète, la Sainte-Marie.
Dans le cadre de la guerre de Cent Ans, Édouard III d'Angleterre, en 1346, entreprend une campagne ayant pour but de prendre Paris. Il prépare un nouveau débarquement, qu'il ne sait encore où fixer. Son adversaire, le roi de France, lui épargne de trop longues hésitations en condamnant à l'exil un grand seigneur normand, Geoffroy d'Harcourt, sire de Saint-Sauveur-le-Vicomte, lequel court se réfugier à la cour d'Angleterre, offrant ainsi à Édouard III le prétexte idéal d'un libre accès en Cotentin. Le 11 juillet, le roi d'Angleterre réunit un millier de navires dans les rades de Portsmouth, Southampton et de l'île de Wight et met à la voile. Le lendemain, le mercredi 12, la baie n'étant pas fortifiée, vers midi, Édouard III (1312-1377) débarque avec son fils, le Prince Noir (1330-1376), à Saint-Vaast-la-Hougue avec 20 000 hommes portée par plus de mille navires. La bourgade et ses environs sont pillés puis incendiés. Le 9 juillet, selon la Chronique de Cambridge, cinq cents garde-côtes, probablement des archers génois engagés par le roi de France, étaient restés dix semaines à surveiller les abords de Saint-Vaast, et n'ayant pas reçu leurs soldes s'étaient tous retirés. En juin 1356, c'est également à la Hougue que le duc de Lancastre débarque avant de ravager la Normandie. En 1357, une garnison anglaise commandée par Robert de Ewes s'installe à la Hougue.
En 1360, le traité de Brétigny rend à la France toutes les places fortes du Cotentin, à l'exception de celle de Saint-Vaast et de Saint-Sauveur qui restent anglaises. Le fortin ne sera finalement évacué qu'en 1361, et après un versement d'une rançon de 8 000 écus.
En mai 1405, le duc de Lancastre, futur roi d'Angleterre sous le nom d'Henri V, débarque à la Hougue ; Saint-Pierre-Église et 36 paroisses sont pillées,.
Le 27 juin 1405, plusieurs vaisseaux anglais abordent à la Hougue et leurs occupants ravagent et incendient une trentaine de villages aux alentours dont Vaudreville, Fontenay, Saint-Floxel, Quinéville, Saint-Martin-d'Audouville. Selon Dom Lenoir, les Anglais « ardirent, pillèrent et gastèrent plusieurs villes et paroisses », donnant lieu à l'octroi par le roi de France d'un secours de 1 000 livres aux paroisses sinistrées.

#### Légende
Selon une légende, saint Vigor accompagnait l'évêque d'Arras venu évangéliser le Val de Saire vers la fin du Ve siècle. Ce dernier devait résider dans la petite agglomération sur la colline au milieu de vastes forêts, qui deviendra le bourg de Quettehou, plus hospitalier que le littoral. Alors que les deux évangélistes traversent, sur un tronc d'arbre, le ruisseau séparant les futures paroisses de Quettehou et Saint-Vaast-la-Hougue, Vigor laissa passer son maître, et par une feinte maladresse renverse la passerelle improvisée, et de ce fait s'installa à Quettehou.

#### Droit ecclésiastique
Une mention, aux environs de 1120, fait référence aux poissons gras (cétacés fournissant du lard : baleines, marsouins, cachalots, etc.) pêchés entre la Saire et la baie des Veys par les Waumanni de Saint-Vaast, Lestre, Quinéville et Saint-Marcouf au profit de l'abbaye de Montebourg.
Les droits des religieux de Fécamp, dans les limites de la paroisse, consistaient dans le droit de patronage et de la perception d'une part des dîmes. Ainsi, l'évêque de Coutances, Hugues de Morville, le deuxième dimanche proche de l'Ascension 1232, sur présentation de l'abbé et du couvent de Fécamp, confère l'église de Saint-Vaast à Godefroy de Saint-Vaast, qui en prend possession dans son intégrité. En juin de la même année, Nicolas de Saint-Vaast du consentement de son neveu Geoffroy, reconnaît et déclare que le patronage de ladite cure appartient à l'abbé et au couvent de Fécamp et qu'il n'y a aucun droit.
En 1269, après la mort de Geoffroy, Jehan Picot contesta ce droit mais fut débouté par Jehan de Chevreuse, bailli de Cotentin de 1269 à 1271, qui demanda à l'évêque de Coutances de collationner le candidat des religieux de Fécamp, Richard de Ver.
En 1458, comme le déclare l'abbé de Fécamp, la paroisse, sis en la vicomté de Valognes, au bailliage de Cotentin était la possession de l'abbaye : « Item au baillage de Caen, (nous avons), la baronnie, terre et seigneurie d'Argences, lasquelle Baronnie s'estend au bailliage du Costentin, en la viconté de Valognes, aux paroisses de Quettehou, de Saint Vaast, de Ravenoville, de Beuzeville, de Digoville, de Montaigu et d'Illec Environ… ».

### Temps modernes
En 1567, Jacques du Prael, écuyer, baron de la Hougue et Morsalines, est taxé pour ses deux fiefs de 20 livres dans le rôle des nobles et roturiers, au titre du ban et de l'arrière ban de la vicomté de Coutances, réalisé par Gilles Dancel, seigneur d'Audouville, lieutenant général du bailli de Cotentin, tenu à Coutances les 20-22 octobre. La Hougue, tenue du roi sous la vicomté de Valognes était un membre et tiers de la baronnie de Courcy, dont le chef était assis à Saint-Vaast, et avait des extensions à Quettehou, La Pernelle, Clitourps, Audouville, Le Ham, Hémevez, Saint-Cyr, Saint-Pierre-Église et autres, à l'exception de certaine portion de ladite baronnie assise à Géfosses en Bessin.
Lors de la cinquième guerre de Religion (1574-1576), Montgommery, réfugié en Angleterre après le massacre de la Saint-Barthélemy en 1572, débarque à Saint-Vaast avec une armée forte de 5 000 hommes afin de reprendre le Cotentin.
En 1686, Louis XIV, préoccupé par l'évolution de la situation en Angleterre, chargea Vauban d'inspecter les côtes normandes. C'est à la suite de ces inspections effectuées à partir de 1686, dont deux notamment sur le site de la Hougue, que Vauban préconisa la réalisation de différents ouvrages indispensables afin de protéger les côtes normandes dont la fortification de la Hougue et le projet d'un grand port de guerre dans cette rade « rade de la Hougue qu'on tient la meilleure de France ». Le roi décida de ne faire que quelques travaux sommaires au petit havre de Saint-Vaast et le long de la côte de la Hougue. L'absence de ce grand port de guerre de la Manche contribua à la perte des douze vaisseaux de Tourville venus se réfugier dans la baie. Le jeudi 29 mai 1692, la bataille de la Hougue voit s'affronter au large de Barfleur, entre le cap de la Hougue et la pointe de Barfleur, à sept lieues au large, la flotte française menée par l'amiral de Tourville et la flotte anglo-hollandaise. Au terme d'une rude bataille, et du fait d'une marée défavorable, en particulier dans le raz de Barfleur, puis dans le raz Blanchard, douze vaisseaux français ne purent regagner Saint-Malo et seront échoués puis brûlés près de la Hougue et de l'île de Tatihou, ainsi que trois autres près de Cherbourg.

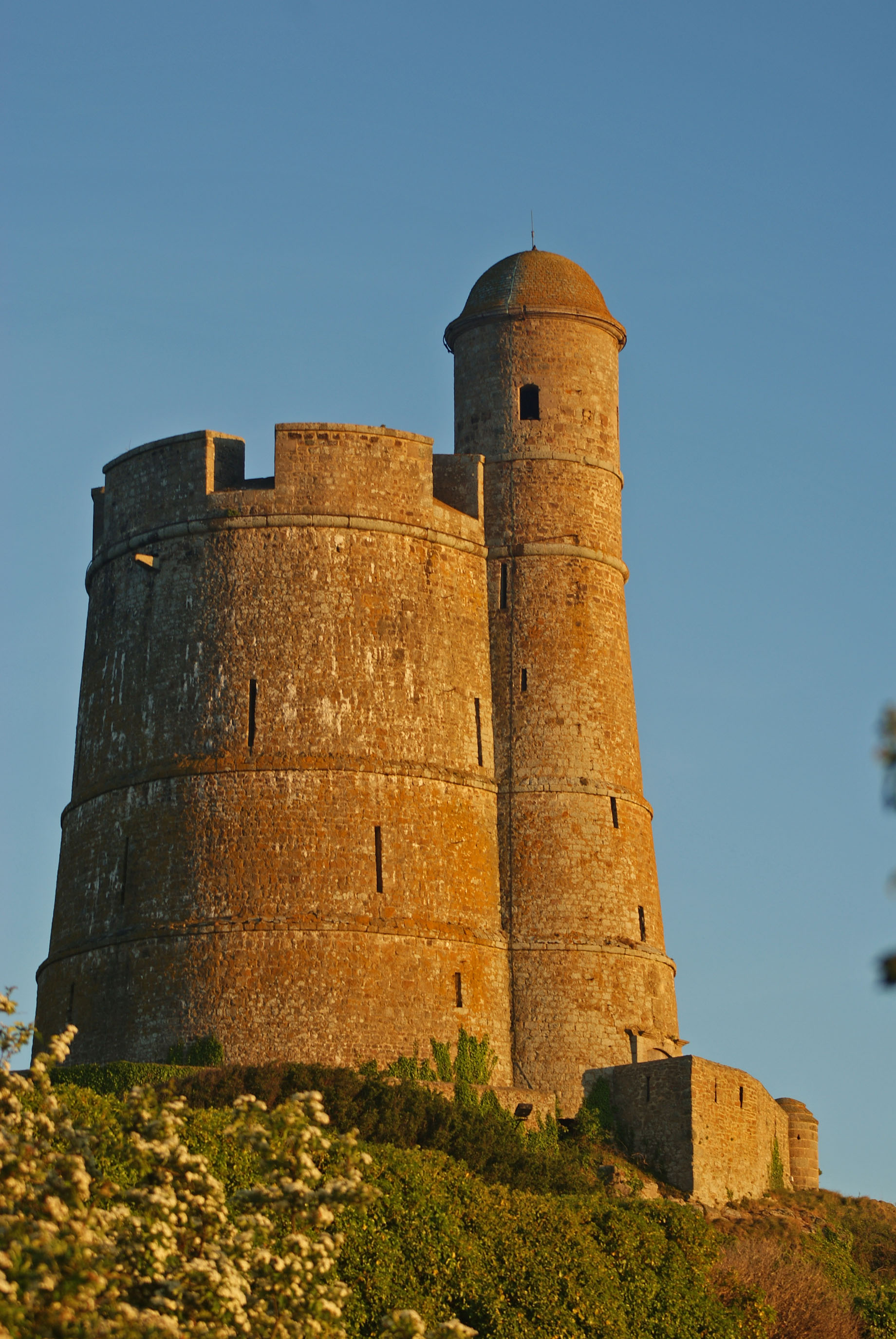
Tour Vauban de la fortification de la Hougue.

À la suite de cette défaite, dès septembre 1692, Vauban présenta au roi, les premières esquisses des tours défensives prévues sur l'île Tatihou et sur la presqu'île de la Hougue, ainsi qu'un projet d'un grand port qui devait s'étendre entre le village de Saint-Vaast et l'île Tatihou, qui aurait pu abriter une armée navale toujours à flots du fait de sa position et de la construction de digues en mer. De même, Vauban signala l'importance des îles Saint-Marcouf qui commandaient l'une des extrémités de la rade de la Hougue, et qu'utilisaient les corsaires britanniques pour surprendre les navires marchands. Après quelques travaux de terrassement, faute de crédits le chantier fut arrêté et ne reprit qu'en 1694.
Les deux tours fortifiées seront construites à partir de juin 1694 par l'ingénieur du roi, Benjamin de Combes, collaborateur de Vauban, et sous la direction de ce dernier, sur la butte de la Hougue et sur l'île de Tatihou, comme le nota l'historien Pierre Mangon du Houguet : « Sous la direction de Benjamin de Combes, escuier, directeur général des fortifications des costes de haute et basse Normandie, on bastit les tours de Tatihou et de la Hogue. On commença à y travailler le 11 juin 1694 ». Elles devaient permettre de défendre les baies de Saint-Vaast et de Morsalines contre les agresseurs. De Combes préconisa aussi la création d'un port de guerre dans la baie dont Vauban avait à maintes reprises souligné la vulnérabilité. Malgré l'appui de Vauban, qui plaida à nouveau pour la création du port lors d'une inspection hivernale qui le mena des côtes normandes aux côtes picardes, en octobre et novembre 1694, et une dernière fois les côtes normandes en octobre 1699, séjournant onze jours à la Hougue, le port de guerre ne verra jamais le jour,. C'est ainsi que pendant de long mois, construction et entretien nécessitèrent la présence à Saint-Vaast la présence d'ingénieurs et d'entrepreneurs, ce que les registres d'état civil de la paroisse attestent comme un Jean-Louis Rolland, logé dans la maison de Mangon du Houguet, ou un Antoine de Monsure qui épouse Marie Thin, une saint-vaastaise.
En 1756, Antoine Alexis de Perier de Salvert (1691-1757) et Antoine Choquet de Lindu (1712-1790) publient, après de longs travaux, un Mémoire sur l'établissement d'un port et d'un arsenal de la marine à La Hougue.
Le service des vaisseaux du roi, obligatoire pour les populations du littoral, une année sur quatre est en temps de guerre un grand consommateur d'homme. Ainsi Rivière, commissaire aux Classes en poste à la Hougue écrit « Depuis plusieurs années de suite on a fait dans cette paroisse de fortes levées pour le service du Roy et les matelots qui ont estés nommés ont emporté avec eux le peu d'aisance qu'il pouvait y avoir dans leurs maisons. »

### Époque contemporaine
Les travaux de fortifications se poursuivent jusqu'au XIXe siècle, période à laquelle le port de Saint-Vaast-la-Hougue est aménagé par l'ingénieur des Ponts et Chaussées Charles-Félix Morice de la Rue (1800-1880). La grande jetée est construite de 1828 à 1845 puis les quais de 1846 à 1852. Des brise-lames sont ensuite ajoutés pour délimiter le port. Avant cette période, Saint-Vaast ne disposait que d'un port naturel d'échouage à l'ouest de la pointe de la Hougue, qui était encore utilisé au XIXe siècle.
Lors du Débarquement, devant l'avance des troupes alliées, les allemands quittèrent Saint-Vaast le 18 juin 1944 en mettant le feu aux casernes de l'île Tatihou et détruit les lignes du central téléphonique des P.T.T. Le 21 juin 1944, le port de Saint-Vaast-la-Hougue est le premier port de la Manche libéré par les Alliés. Le capitaine Brooks O. Norman, de la Troupe A du 24e escadron de reconnaissance de cavalerie mécanisée est accueilli chaleureusement par la population. Pendant 100 jours, le port va connaître une très forte fréquentation ; le port de Cherbourg n'est pas encore libéré. Opérationnel à partir du 9 juillet il va permettre aux Alliés de débarquer 117 185 tonnes de matériel.
Comme dans la ville voisine de Barfleur, le port se vide à marée basse. Une écluse à l'entrée du port est inaugurée en 1982 pour en faire un bassin à flot, partagé entre un port de pêche et un port de plaisance.
Le 29 décembre 1986, le coquillard dieppois  La « Bonne Sainte Rita » fait naufrage au large de la ville avec sept personnes à bord.
Son activité économique s'est diversifiée du XVIIIe au XXIe siècle. Dans les années 1700-1800, le port était animé par le cabotage, la pêche professionnelle, sur les bancs de Terre-Neuve, avec la morue verte, et la pêche côtière du « poisson frais », que les marins-pêcheurs revendaient sur le quai, ainsi que le dragage des huitres. Saint-Vaast serait le plus ancien bassin ostréicole de la région, et son premier véritable parc à huitre apparaît en 1558. À l'époque l'espèce locale est l'huitre plate. Au XVIIe siècle, les bancs naturels situés à la pointe de la Percée et aux îles Saint-Marcouf, ainsi que d'huitres ramenées de Granville et Cancale, alimentent les parcs établis sur la côte, principalement à Rideauville. Ainsi Pierre Mangon du Houguet nous parle de deux procès intentés en 1647 et 1648 par les habitants de Barfleur, Granville et Grandcamp contre un Jean Meulan qui prétendait monopoliser la vente des huitres à Paris et Rouen. À partir du XIXe siècle, les rendements diminuant avec l'épuisement des gisements, la pêche à l'huitre disparut pour faire place à l'élevage. En 1964, l'élevage à plat sur l'estran fut remplacé par l'élevage surélevé rendant possible la mécanisation et un développement important de la filière.
Aujourd'hui[Quand ?], la pêche professionnelle est toujours un axe majeur de l'économie locale, mais elle est concurrencée par le tourisme qui s'est étendu au cours du XIXe siècle. Le port est majoritairement occupé par des bateaux de plaisance français et étrangers.

## Politique et administration
| Période                                  | Période  | Identité                            | Étiquette   | Qualité                                                          |
| ---------------------------------------- | -------- | ----------------------------------- | ----------- | ---------------------------------------------------------------- |
| 1792                                     | …        | Georges Crafton                     |             |                                                                  |
| 1794                                     | …        | Jacques Gabriel Hamelin             |             |                                                                  |
| 1794                                     | 1796     | Louis Basset                        |             |                                                                  |
| 1796                                     | 1800     | Jacques Guillemette                 |             |                                                                  |
| 1800                                     | 1808     | Louis Basset                        |             |                                                                  |
| 1808                                     | 1813     | Alphonse Vaultier                   |             |                                                                  |
| 1813                                     | 1823     | François-Clément de Boyer de Choisy |             | Ingénieur du Génie                                               |
| 1823                                     | 1830     | Gabriel Lamache                     |             | Propriétaire de parcs et négociant d'huîtres, conseiller général |
| 1830                                     | 1835     | Alexandre Asselin                   |             |                                                                  |
| 1835                                     | 1837     | Pierre Lépiney                      |             |                                                                  |
| 1837                                     | 1848     | Gabriel Lamache                     |             | Propriétaire de parcs et négociant d'huîtres, conseiller général |
| 1848                                     | 1848     | Charles Prosper Costey              |             |                                                                  |
| 1848                                     | 1860     | Gabriel Lamache                     |             | Propriétaire de parcs et négociant d'huîtres, conseiller général |
| 1860                                     | 1865     | Hyacinte-Léopold-Bruno de Boyer     |             |                                                                  |
| 1865                                     | 1868     | Charles Prosper Costey              |             | Commandant au Havre après son mandat de maire                    |
| 1869                                     | 1878     | Hilaire Hamelin d'Ectot             |             |                                                                  |
| 1878                                     | 1879     | Ernest Costey                       |             |                                                                  |
| 1879                                     | 1881     | Alexandre Asselin                   |             |                                                                  |
| 1881                                     | 1885     | Hilaire Hamelin d'Ectot             |             |                                                                  |
| 1885                                     | 1886     | Jean-Baptiste Ardouin               |             |                                                                  |
| 1886                                     | 1905     | Hilaire Hamelin d'Ectot             |             |                                                                  |
| 1905                                     | 1905     | Amédée Pénitot                      |             |                                                                  |
| 1905                                     | 1908     | Gustave Delacroix                   |             |                                                                  |
| 1908                                     | 1915     | Guillaume Hatin                     |             |                                                                  |
| 1915                                     | 1929     | Frédéric Brot                       |             |                                                                  |
| 1929                                     | 1931     | Eugène Crestey                      |             |                                                                  |
| 1931                                     | 1937     | Auguste Quentin                     |             |                                                                  |
| 1937                                     | 1943     | Ferdinand Laporte                   |             |                                                                  |
| 1943                                     | 1944     | Jules Lefèvre                       |             | Nommé par le Préfet (Régime de Vichy)                            |
| 1944                                     | 1946     | Édouard Bailly                      |             |                                                                  |
| 1946                                     | 1953     | Édouard Douzouville                 |             |                                                                  |
| 1953                                     | 1955     | René Crestey                        |             |                                                                  |
| 1955                                     | 1977     | Marcel Pignot                       |             |                                                                  |
| 1977                                     | 1989     | Jules Pinteaux                      |             |                                                                  |
| 1989                                     | 1995     | René Mercier                        |             |                                                                  |
| 1995                                     | 2001     | Georges Cazin                       |             |                                                                  |
| 2001                                     | mai 2020 | Jean Lepetit                        | SE (ex-UDI) | Directeur d'école primaire, conseiller départemental             |
| mai 2020                                 | En cours | Gilbert Doucet                      | SE          | Retraité                                                         |
| Les données manquantes sont à compléter. |          |                                     |             |                                                                  |

Le conseil municipal est composé de dix-neuf membres dont le maire et quatre adjoints.

### Jumelages
- Bridport (Royaume-Uni) depuis 1979.

## Équipements et services publics

### Enseignement
L'école maternelle et l’école primaire Marcel-Lepaysant, réunies sur un seul site, le collège Guillaume-Fouace et la ferme aquacole du lycée maritime de Cherbourg qui prépare au baccalauréat professionnel Cultures marines.

### Santé

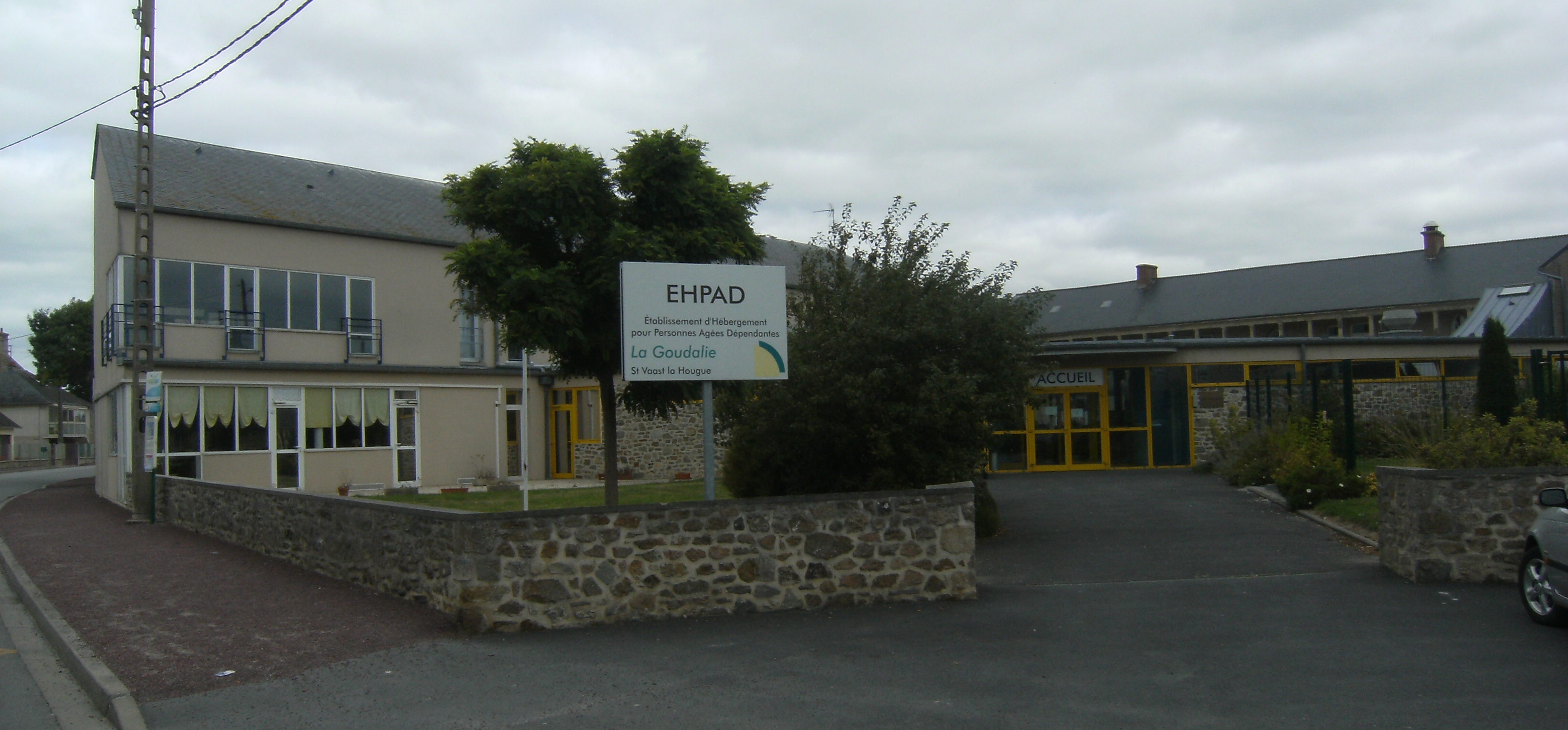
Maison de retraite de Saint-Vaast-la-Hougue.

La commune compte une maison de retraite médicalisée ainsi que deux médecins généralistes et deux kinésithérapeutes. Un cabinet d'infirmières libérales se situe sur le port.

## Population et société
Les habitants de la commune sont appelés les Saint-Vaastais.

### Démographie
L'évolution du nombre d'habitants est connue à travers les recensements de la population effectués dans la commune depuis 1793. Pour les communes de moins de 10 000 habitants, une enquête de recensement portant sur toute la population est réalisée tous les cinq ans, les populations de référence des années intermédiaires étant quant à elles estimées par interpolation ou extrapolation. Pour la commune, le premier recensement exhaustif entrant dans le cadre du nouveau dispositif a été réalisé en 2007.
En 2022, la commune comptait 1 666 habitants, en évolution de −6,35 % par rapport à 2016 (Manche : −0,31 %, France hors Mayotte : +2,11 %).
Saint-Vaast-la-Hougue a compté jusqu'à 4 313 habitants en 1851.
| 1793  | 1800  | 1806  | 1821  | 1831  | 1836  | 1841  | 1846  | 1851  |
| ----- | ----- | ----- | ----- | ----- | ----- | ----- | ----- | ----- |
| 2 398 | 3 089 | 2 792 | 3 184 | 3 502 | 3 575 | 4 081 | 3 905 | 4 313 |

| 1856  | 1861  | 1866  | 1872  | 1876  | 1881  | 1886  | 1891  | 1896  |
| ----- | ----- | ----- | ----- | ----- | ----- | ----- | ----- | ----- |
| 4 193 | 4 162 | 4 098 | 3 664 | 3 283 | 2 805 | 2 844 | 2 713 | 2 590 |

| 1901  | 1906  | 1911  | 1921  | 1926  | 1931  | 1936  | 1946  | 1954  |
| ----- | ----- | ----- | ----- | ----- | ----- | ----- | ----- | ----- |
| 2 832 | 2 635 | 2 549 | 2 156 | 2 079 | 2 041 | 2 084 | 2 264 | 2 273 |

| 1962  | 1968  | 1975  | 1982  | 1990  | 1999  | 2006  | 2007  | 2012  |
| ----- | ----- | ----- | ----- | ----- | ----- | ----- | ----- | ----- |
| 2 431 | 2 391 | 2 268 | 2 347 | 2 134 | 2 097 | 2 083 | 2 080 | 1 904 |

| 2017  | 2022  | - | - | - | - | - | - | - |
| ----- | ----- | - | - | - | - | - | - | - |
| 1 730 | 1 666 | - | - | - | - | - | - | - |

### Cultes
La paroisse de Saint-Vaast a fusionné avec celle du village voisin de Quettehou où réside le curé. La paroisse porte le nom de Sainte-Thérèse-du-Val-de-Saire. La messe est célébrée le samedi soir Quettehou et tous les dimanches matins à 11 heures à Saint-Vaast. La paroisse est rattachée au doyenné du Valognais, qui dépend du diocèse de Coutances et Avranches.

### Manifestations culturelles et festivités
Le festival des Traversées Tatihou est une manifestation qui a lieu depuis 1995 au mois d'août. Ce festival des musiques du large a lieu à la fois sur le port, à la Hougue et sur l'île de Tatihou, avec un accès pédestre à marée basse.
Le Festival du Livre de Saint-Vaast-la-Hougue Ancres & Encres a fêté en juillet 2013 sa 12e édition. Michel Mourlet, Jacqueline Monsigny, Jean Raspail, Jean-Paul Rouland et Jean-Pierre Thiollet figurent parmi les auteurs qui ont participé à cette manifestation.

### Sports et loisir

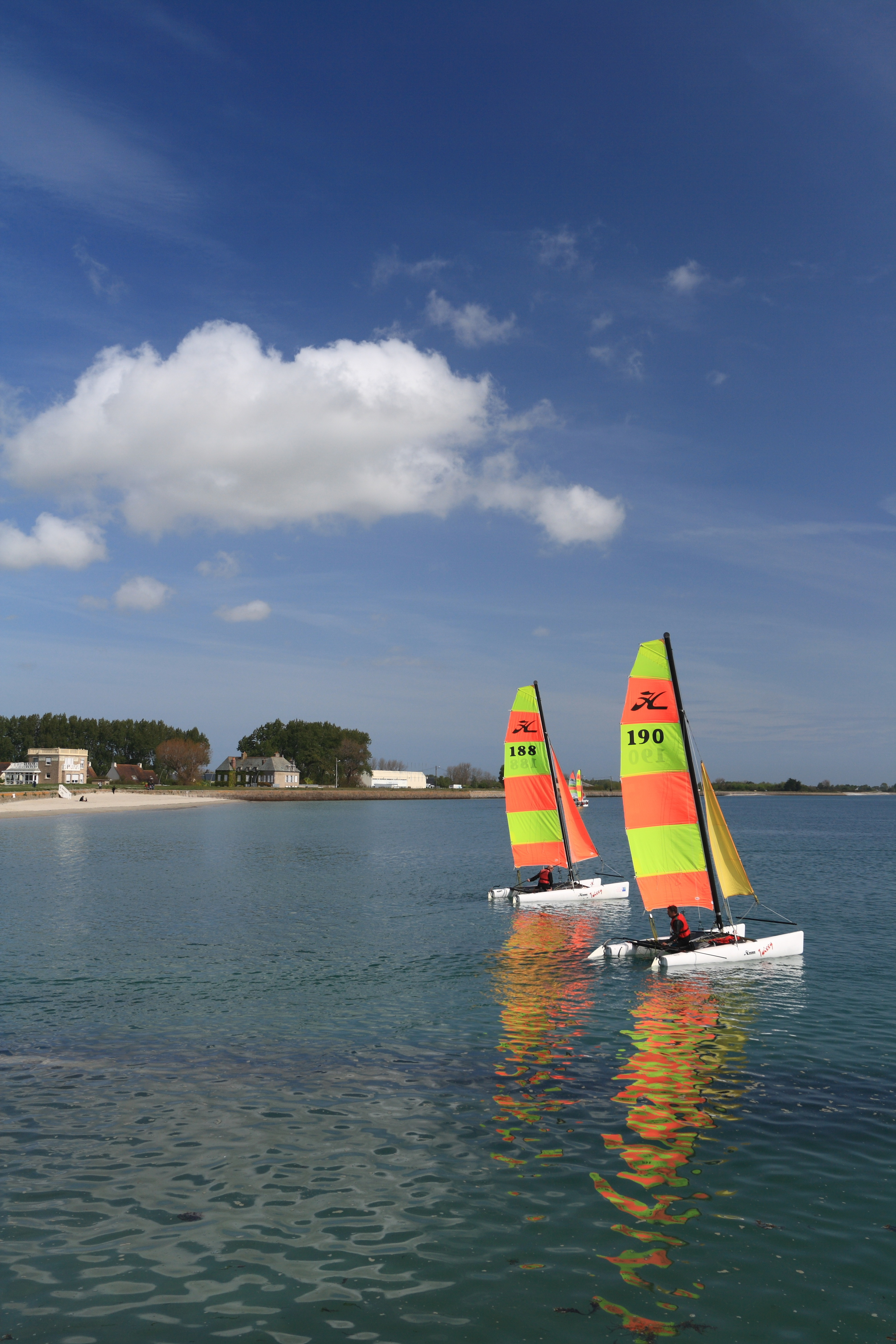
Deux catamarans, quittant Saint-Vaast-la-Hougue.

La commune compte un club de football, un de tennis et une école de voile (Centre Nautique Est Cotentin). Les aménagements comportent un skate-parc.
Le football club du Val de Saire qui regroupe les communes de Quettehou, Réville et Saint Vaast la Hougue, fait évoluer une équipe en Ligue de Normandie et deux équipes dans les divisions de District de la Manche.

## Économie
Le marché se tient rue de Verrüe le samedi matin.

### Entreprises et commerces
- Entreprises Facnor (enrouleurs de voiles), créée en 1981 et Sparcraft (concepteur et fabricant de mâts)[82], reprises en 2013 par le groupe Wichard (Thiers)[83].

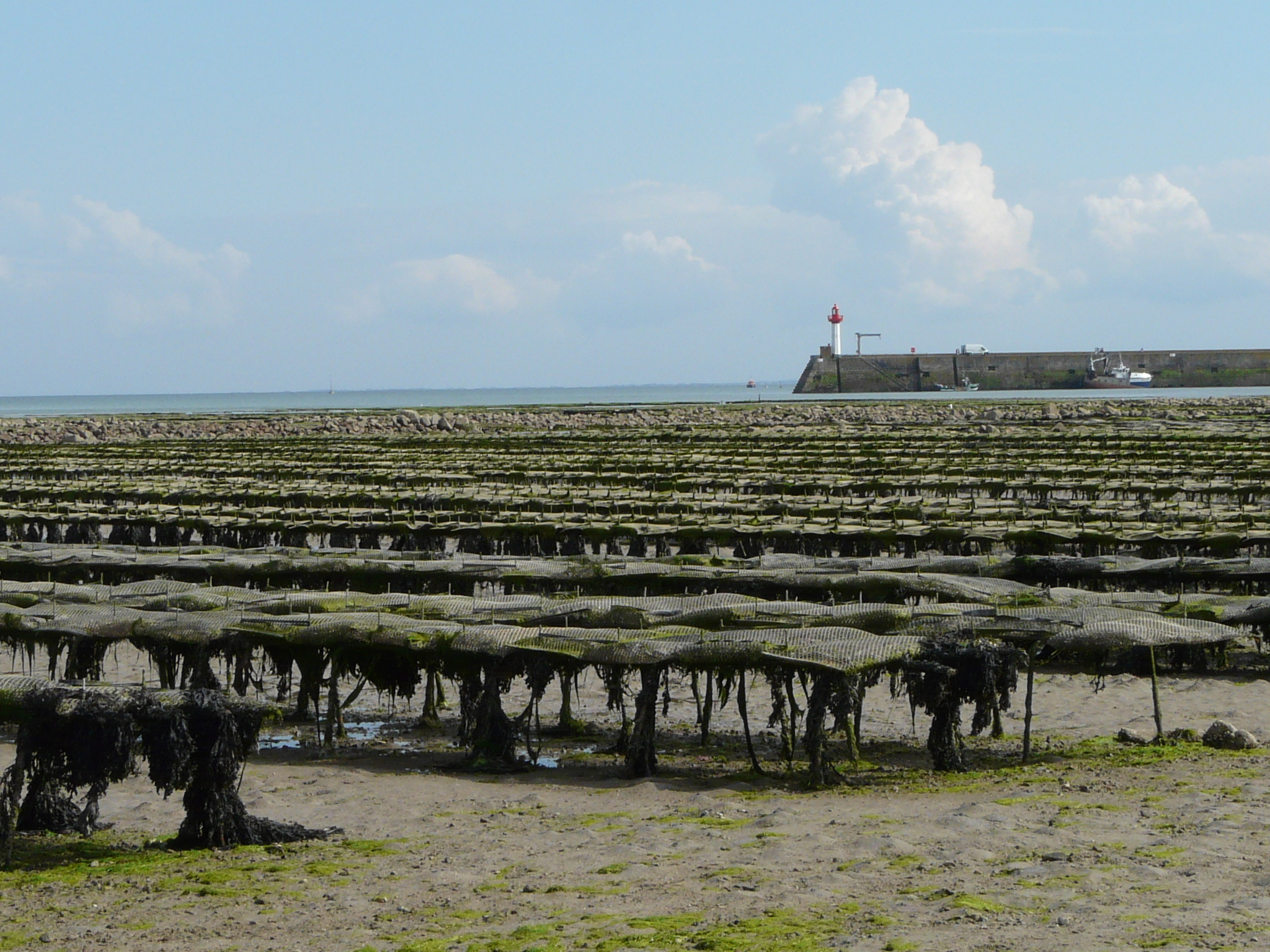
Parc à huîtres près du port de Saint-Vaast.

Tout comme les grands chalutiers amarrés au port, l'ostréiculture est une activité notoire de la ville, avec plusieurs producteurs qui vendent en France et à l'exportation. Saint-Vaast-la-Hougue, berceau de l'huître normande, dispose de 250 hectares de parcs. Les parcs à huîtres visibles à marée basse entre Tatihou et la côte témoignent de la prédominance de l'activité maritime à Saint-Vaast qui est le plus ancien bassin ostréicole de Normandie.

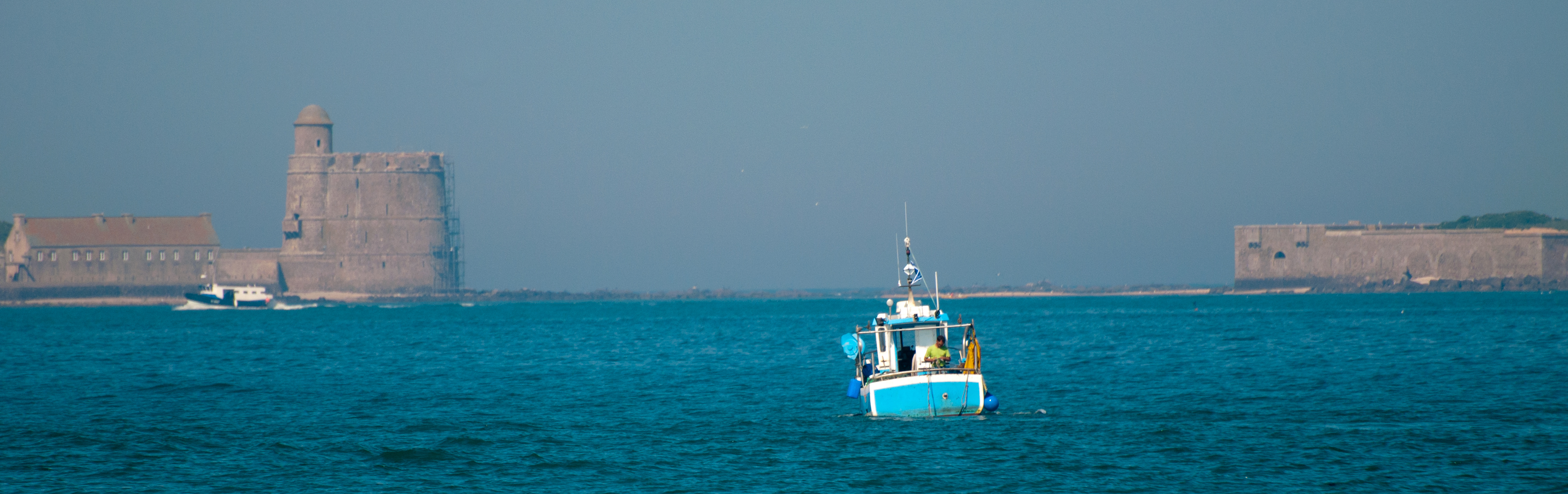
Petit bateau de pêche face à l'île de Tatihou.

Le port de pêche et le port de plaisance sont en eau profonde, accessibles à marée haute, et bénéficient de l'orientation à l'est de ce côté de la côte du Cotentin. Le port de plaisance, en activité depuis 1980, comporte 665 places.
Le tourisme est une activité importante, la ville est une station balnéaire qui compte des hôtels et restaurants et aussi un camping. Saint-Vaast-la-Hougue est dénommée « commune touristique » depuis avril 2011.
Ressources agricoles de culture maraîchère.

## Culture locale et patrimoine

### Lieux et monuments

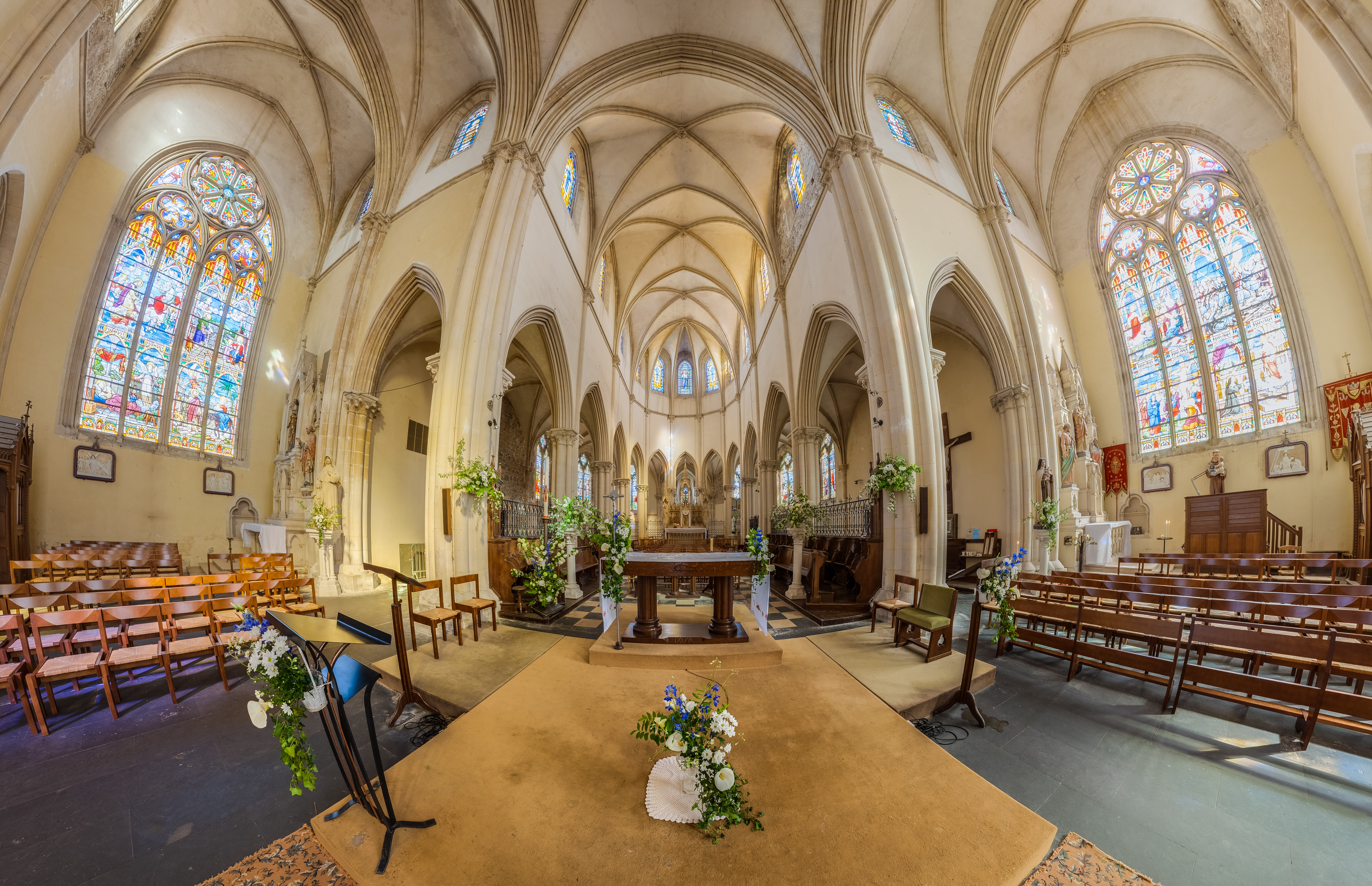
Intérieur de l'église Saint-Vaast.

- La chapelle des Marins, inscrite au titre des monuments historiques par arrêté du 18 novembre 1952, est le chœur (XIIe siècle) et l'abside de l'ancienne église romane de Saint-Vaast, démolie en 1864. Son abside circulaire romane date du XIe siècle[86].
- L'île Tatihou et son musée maritime, son jardin maritime d'acclimatation et de découverte et sa réserve ornithologique. Située à environ un kilomètre de la côte, l'île fait partie de la commune. Elle est accessible à pied à marée basse et un bateau amphibie assure une liaison régulière avec le port. Une tour y a été érigée en 1694 par Benjamin de Combes, élève de Vauban.
- Le fort de l'Ilet, sur l'îlot éponyme, situé à 100 mètres de l'île Tatihou, et qui est entièrement occupé par l'ouvrage fortifié[87].
- Les fortifications de la Hougue et de Tatihou (à partir de 1694). Les tours de Tatihou et de la Hougue sont inscrites, avec onze autres sites fortifiés par Vauban, au patrimoine mondial de l'humanité le 7 juillet 2008[88]. Dans la typologie des fortifications de Vauban en fonction des différentes frontières géographiques à défendre, en l’occurrence en mer, le système des deux tours représente la protection d'un mouillage[1]. Le fort de la Hougue, toujours propriété de la marine qui autorise la commune de Saint-Vaast-la-Hougue à disposer, dans le cadre d'une autorisation d'occupation temporaire, de la partie centrale du fort où se trouve la tour inscrite parmi les œuvres majeures de Vauban[70].
- Le feu de Saint-Vaast-la-Hougue est placé à l'extrémité de la jetée, au sommet d'une tourelle octogonale métallique en fonte et fer de 11 mètres de haut. Il a été mis en service le 25 juillet 1865.
- L'église Saint-Vaast du XIXe siècle et son chœur néogothique, sans clocher[89] par manque de ressources suffisantes, a été ouverte au culte en 1861[90]. L'édifice abrite quatre objets classés aux monuments historiques[91], ainsi que dix-sept verrière, dont une charité de saint Martin, réalisés entre 1902 et 1928 par les ateliers Lorin, dirigés par Charles Lorin[92], un tableau le repos de la Sainte Famille du XVIIe. À l'intérieur, notamment la chaire et les fonts baptismaux proviennent de l'église de Rideauville, ainsi que le crucifix dont la translation se fit dans la voiture d'un certain Pierre Groult[93].
- Les ruines de l'église Saint-Martin de Rideauville. Reconstruite entre 1730 et 1740, le clocher (1786) restauré en 1992 a perdu sa flèche le 24 février 1848[90].
- Le château de Saint-Vaast du XVIIIe siècle[90].
- Le manoir de Dur-Écu du XVIIIe siècle, au hameau de Saint-Vaast. La maison de maître fut habité par les Beauvalet puis par François-Clément de Boyer de Choisy, ingénieur du Génie, qui fut maire de Saint-Vaast pendant dix ans à compter du 20 mai 1813 et qui avait épousé la petite-fille de Jean-François de Beauvalet, seigneur de Dur-Écu[90]. Le troisième fils de son neveu Honoré-Marie-Bruno de Boyer qui a reçu donation de Dur Écu, Hyacinte-Léopold-Bruno de Boyer qui sera également maire de Saint-Vaast en 1860. La famille Boyer conservera Dur Écu jusqu'en 1885[90].

Le manoir, enfoui dans son parc avec son logis du XVIIIe siècle, a eu successivement deux chapelles domestiques : la première transformée en étable encore existante, remplacé par une seconde dans une pièce au rez-de-chaussée bénite en 1741, après dispense de l'évêque. Deux mariages au moins y furent célébrés : celui de Marie-Charlotte, fille de Jean-Antoine de Beauvalet, le 15 février 1757, avec Gilles Avice de Sortosville.
- La ferme-manoir du Thôt. Une grande allée la relie à l'ancienne église de Rideauville.

La seigneurie fut longtemps liée aux familles Pirou et Davy d'Amfreville puis Mesnildot. Puis le domaine sera mis en faire-valoir dans la seconde moitié du XIXe siècle par le révillais Bon Jacques François Noël († 1890) qui y améliore la race Normande.
- Motte castrale de Dur Écu. Traces d'une enceinte circulaire de terre signalée par Frédéric Scuvée[95],[96].
- L'ancienne corderie à la sortie du bourg, encore couverte de schistes et dont l'activité perdura jusqu'à la Première Guerre mondiale[90].
- L'ancienne mairie, place de la République.
- La digue de la Longue Rive ou « le trava » d'une longueur de 2 706 mètres édifiée par l'ingénieur Benjamin de Combes[90] en remplacement d'une ancienne langue de terre, dite des Salines, et d'une première digue qui s'était avérée insuffisante. La nouvelle digue fut financée par plusieurs généralités, surtout celle de Caen à laquelle appartenait Saint-Vaast. L'adjudicataire-entrepreneur en fut, le 14 janvier 1726, Nicolas Le Gendre, de Valognes[97].
- Le presbytère du XVIIIe siècle.
- Le pont de Saire, équipé de portes à flot empêchant la mer de remonter dans le cours inférieur de la Saire et d'inonder les prairies avoisinantes. Il fut construit en 1730, sur un ancien passage à gué, et en remplacement d'un pont de bois bâti en 1693[98]. Il sépare Saint-Vaast-la-Hougue de Réville, et fut longtemps qu'un gué avant que Vauban ne propose de construire un pont de pierre pour remplacer le pont de bois édifié à la fin du XVIIe siècle, afin de faciliter le passage de la Saire dont les fonds changes régulièrement, « faisait souvent noyer des gens, spécialement de ceux qui, ayant un peu trop bu du cidre, s'imagineraient y voir des esprits qui, en leur enseignant le chemin, les faisaient perdre »[99].
- Le jardin de l'hôtel des Fuchsias, visible sur rendez-vous[100].
- L'anse ouverte de la Porte-aux-Dames. Située à l'ouest des remparts de Vauban, son nom vient d'une déformation de sa forme médiévale, le Port-aux-Dames, qui était alors la possession de l'abbaye aux Dames de Caen qui en percevaient les revenus[64].

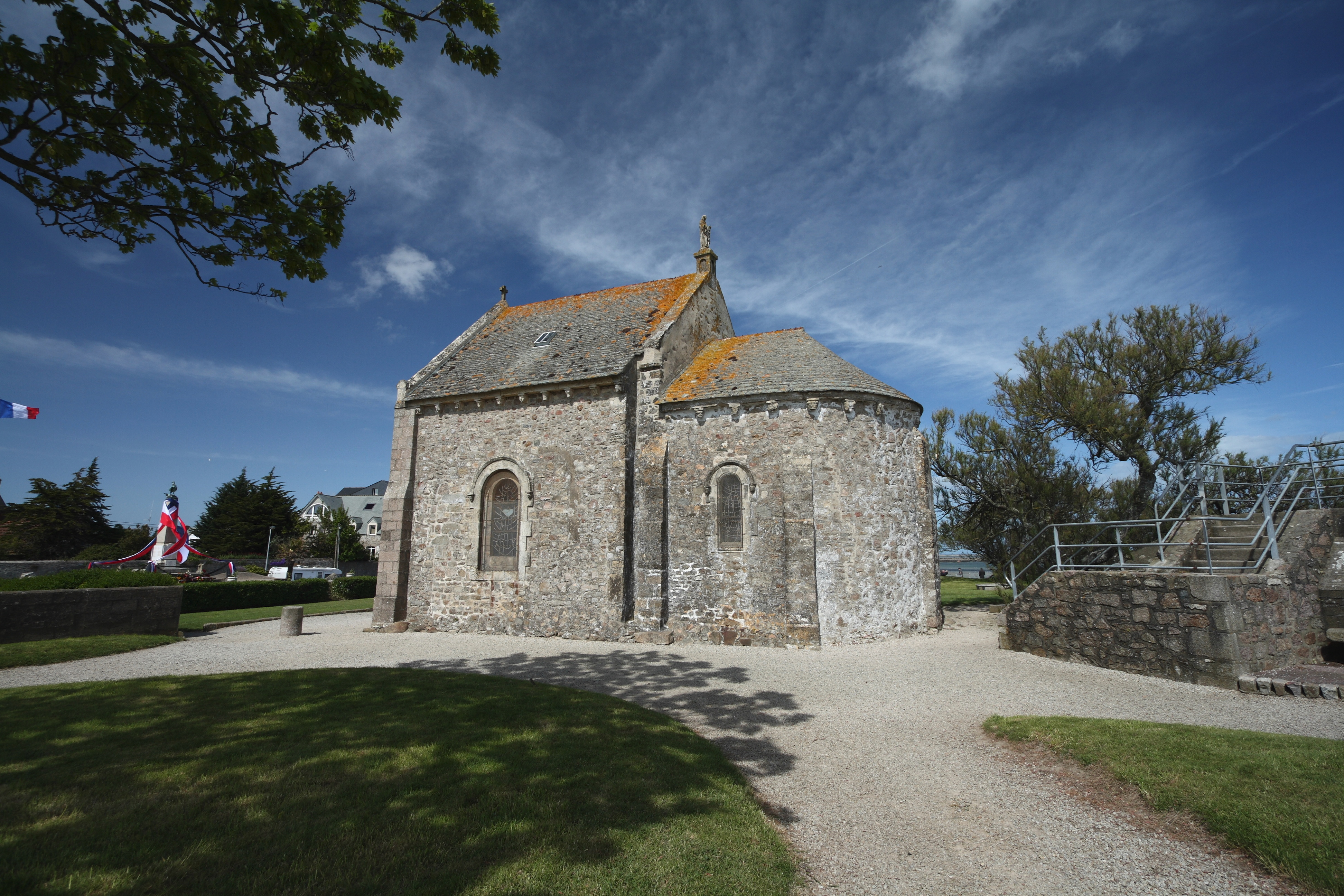
La chapelle des Marins.
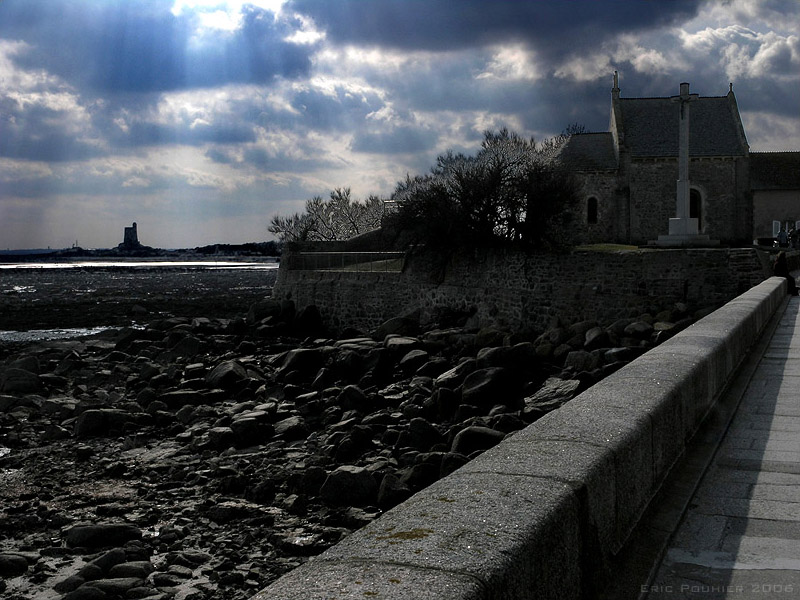
Fort de la Hougue.
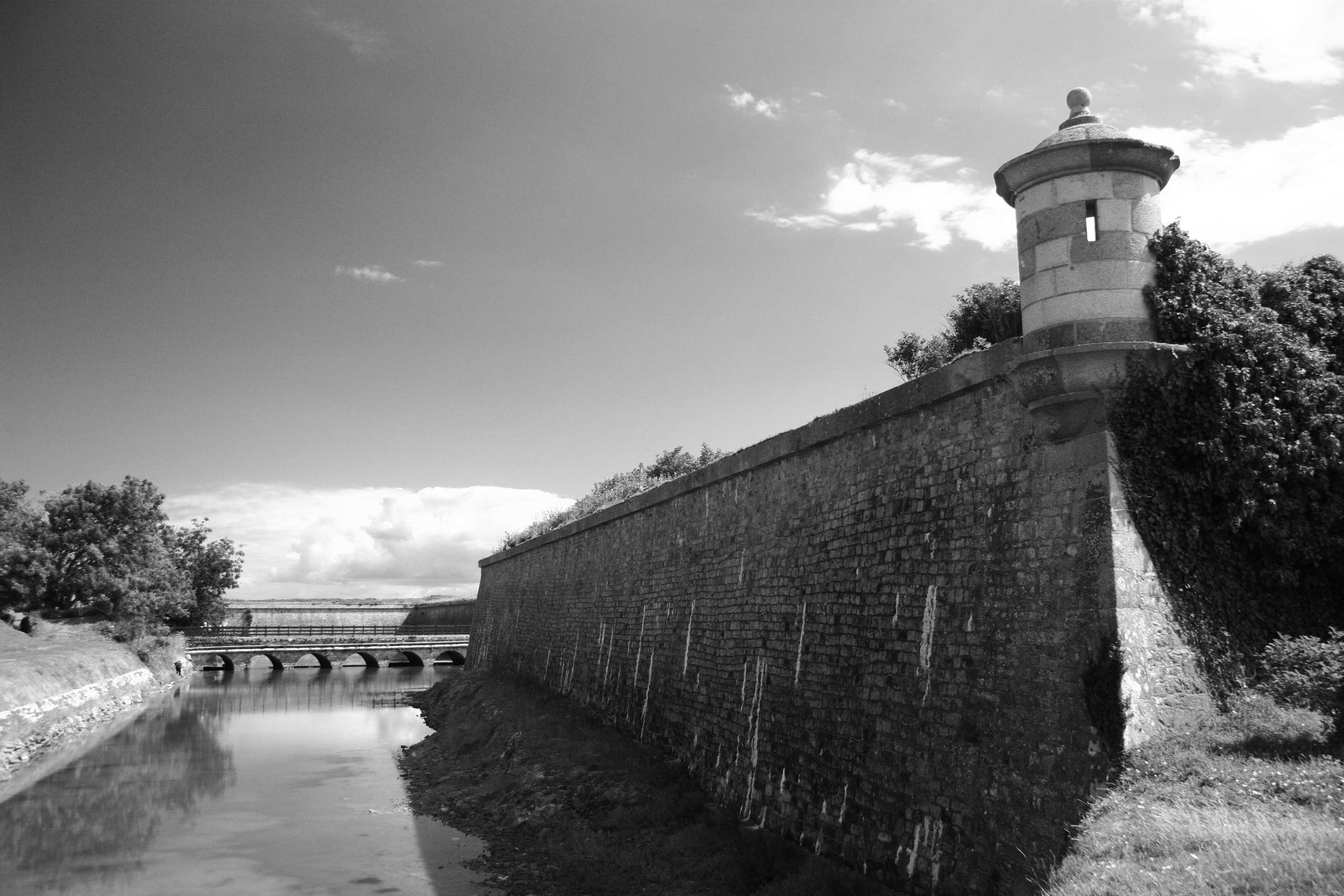
Détail de la fortification de l'enceinte du fort de la Hougue.
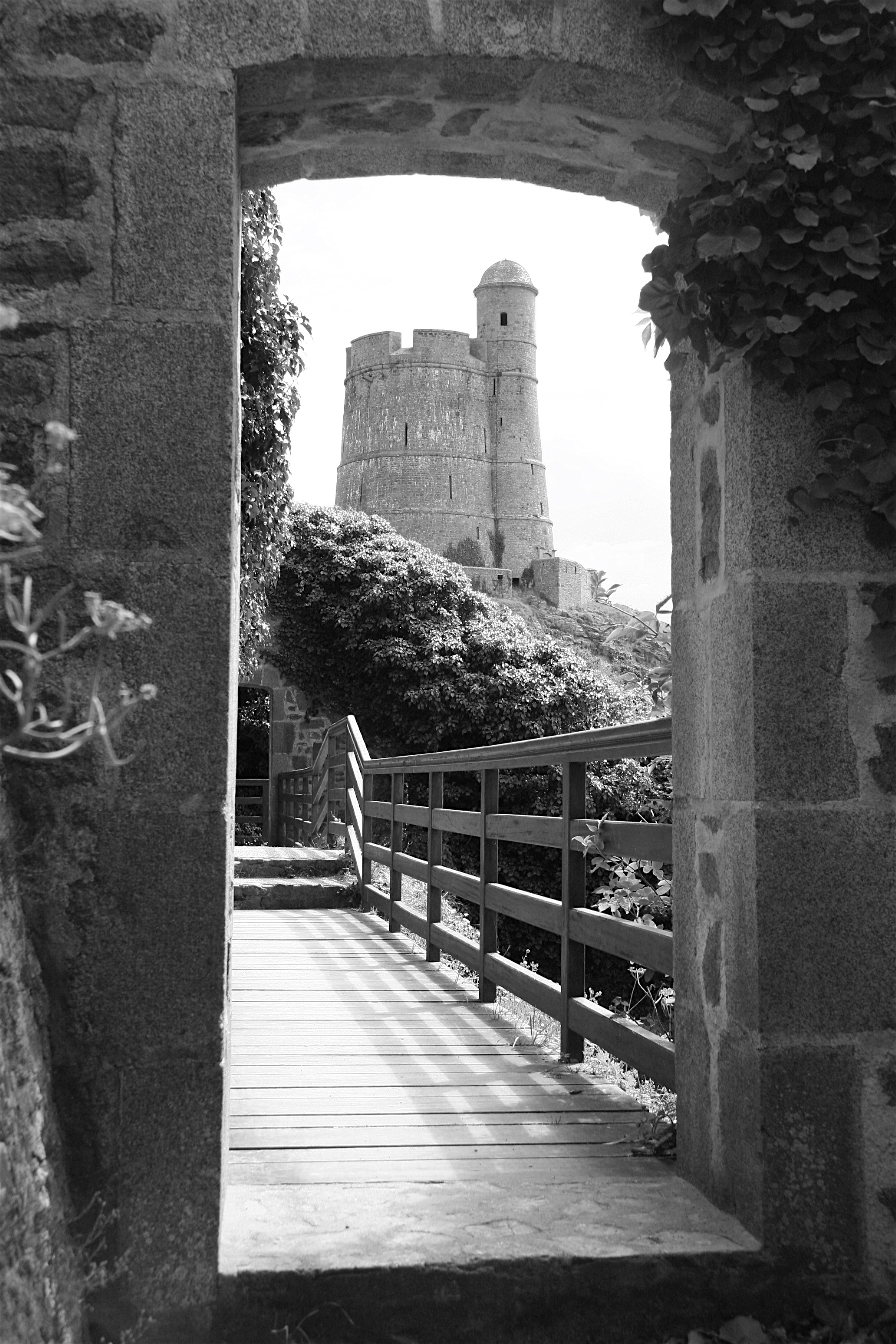
La Hougue, un aperçu de la tour Vauban.
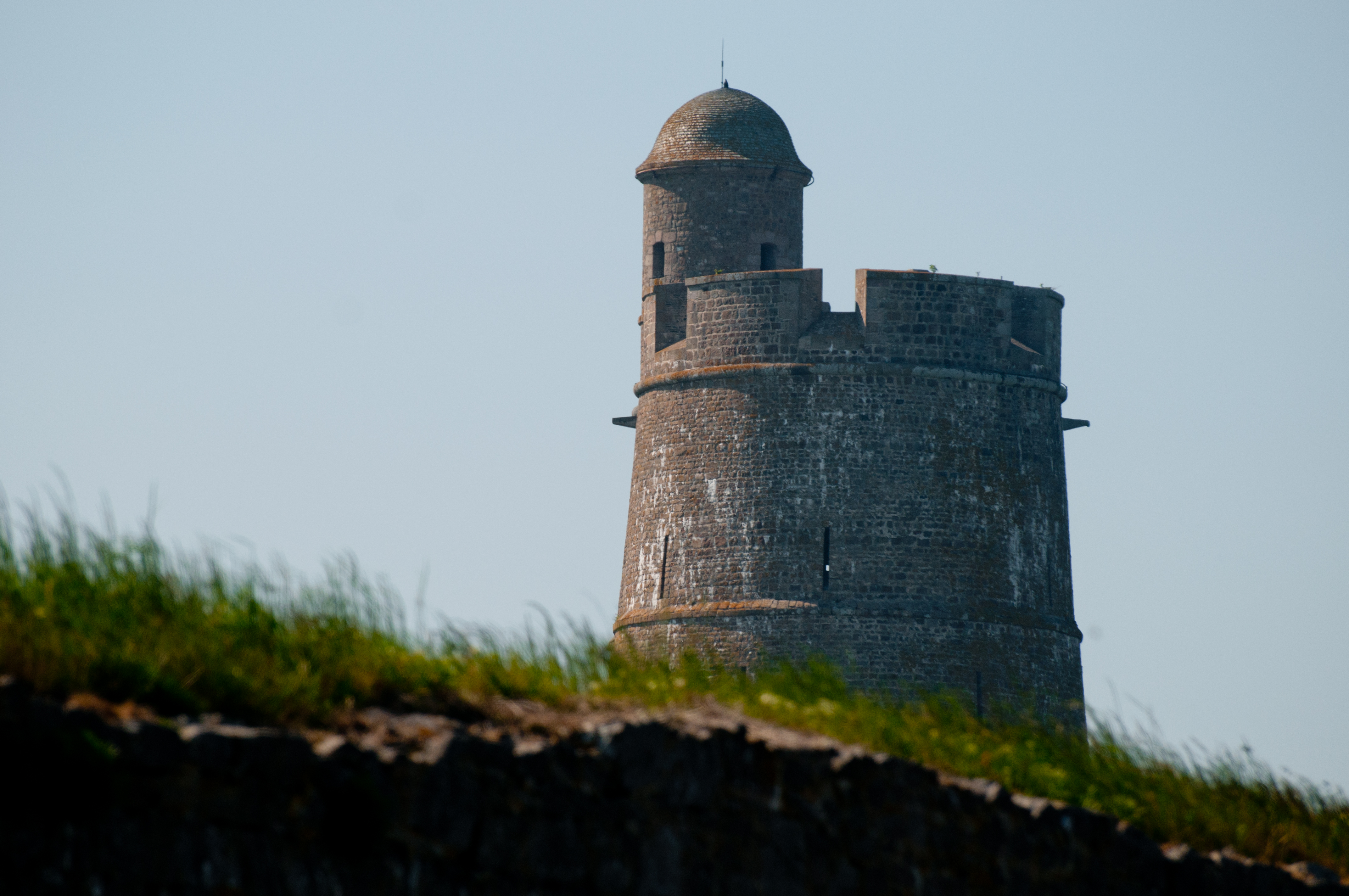
La tour Vauban.
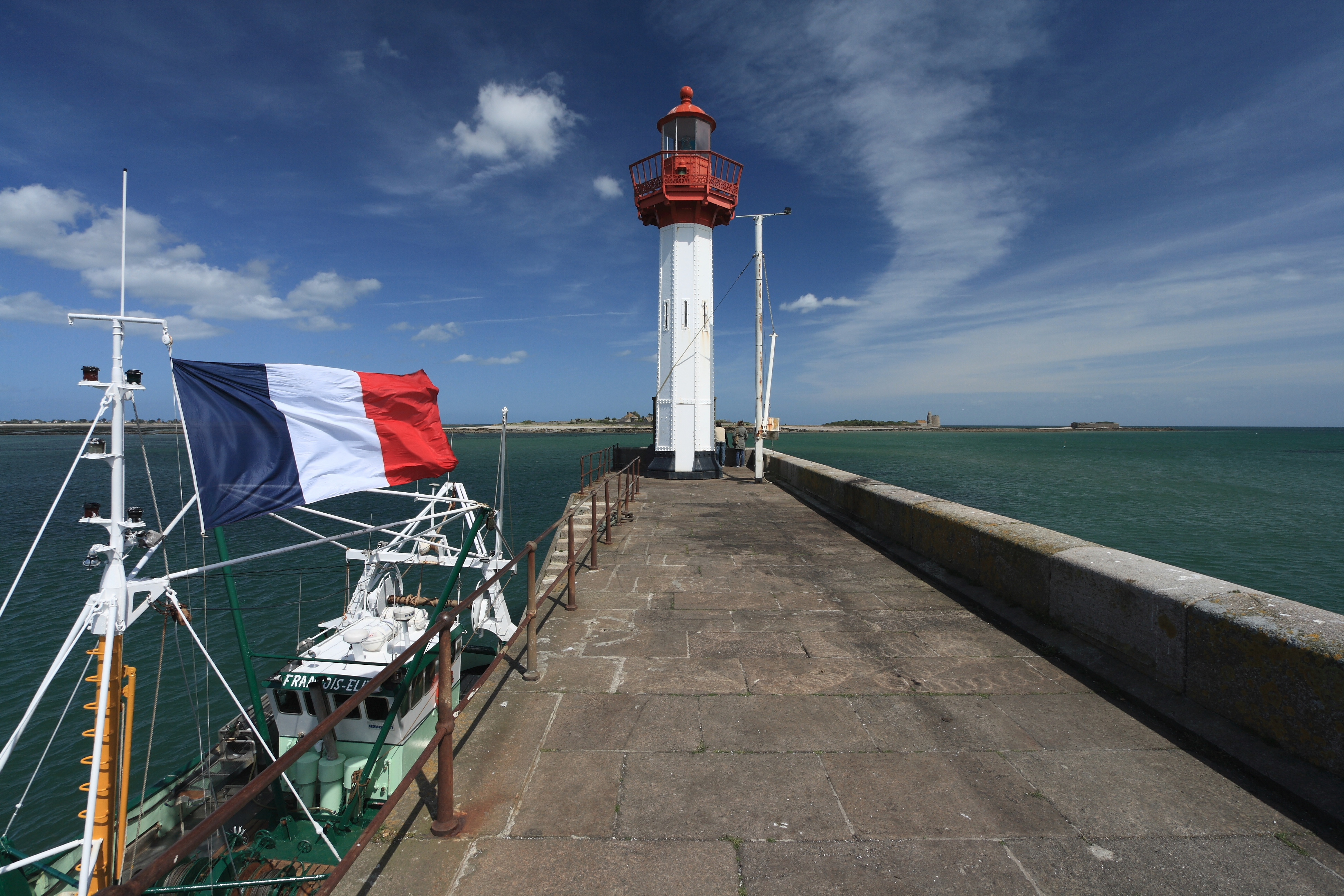
Le phare de Saint-Vaast-la-Hougue, au bout de la jetée.
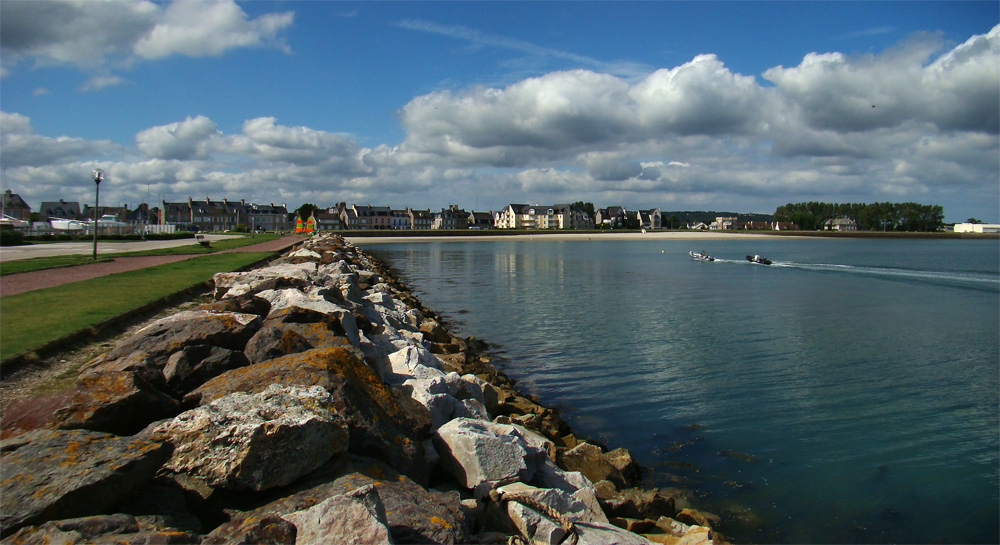
Le bord de mer.
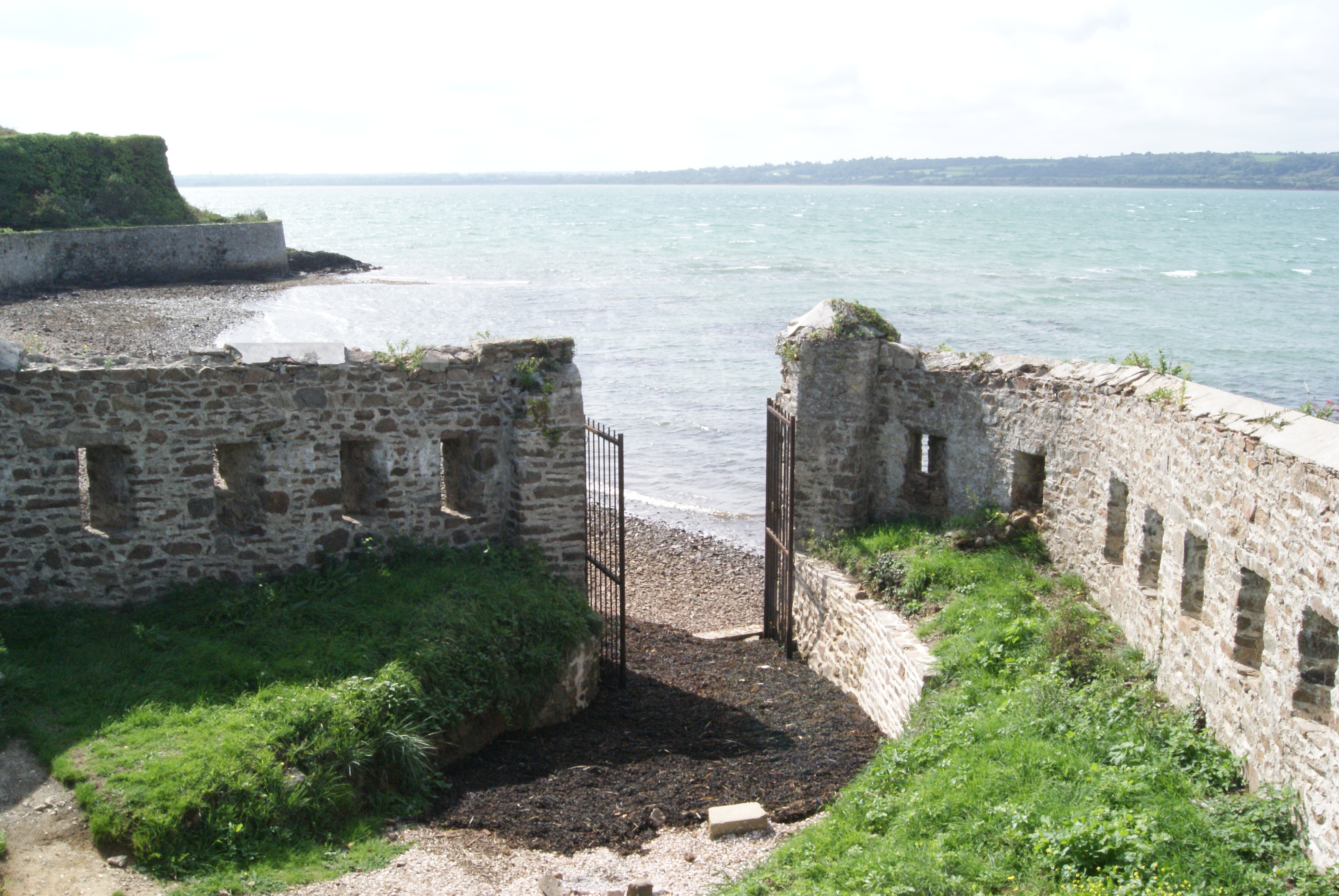
Lieu-dit la Porte aux Dames.
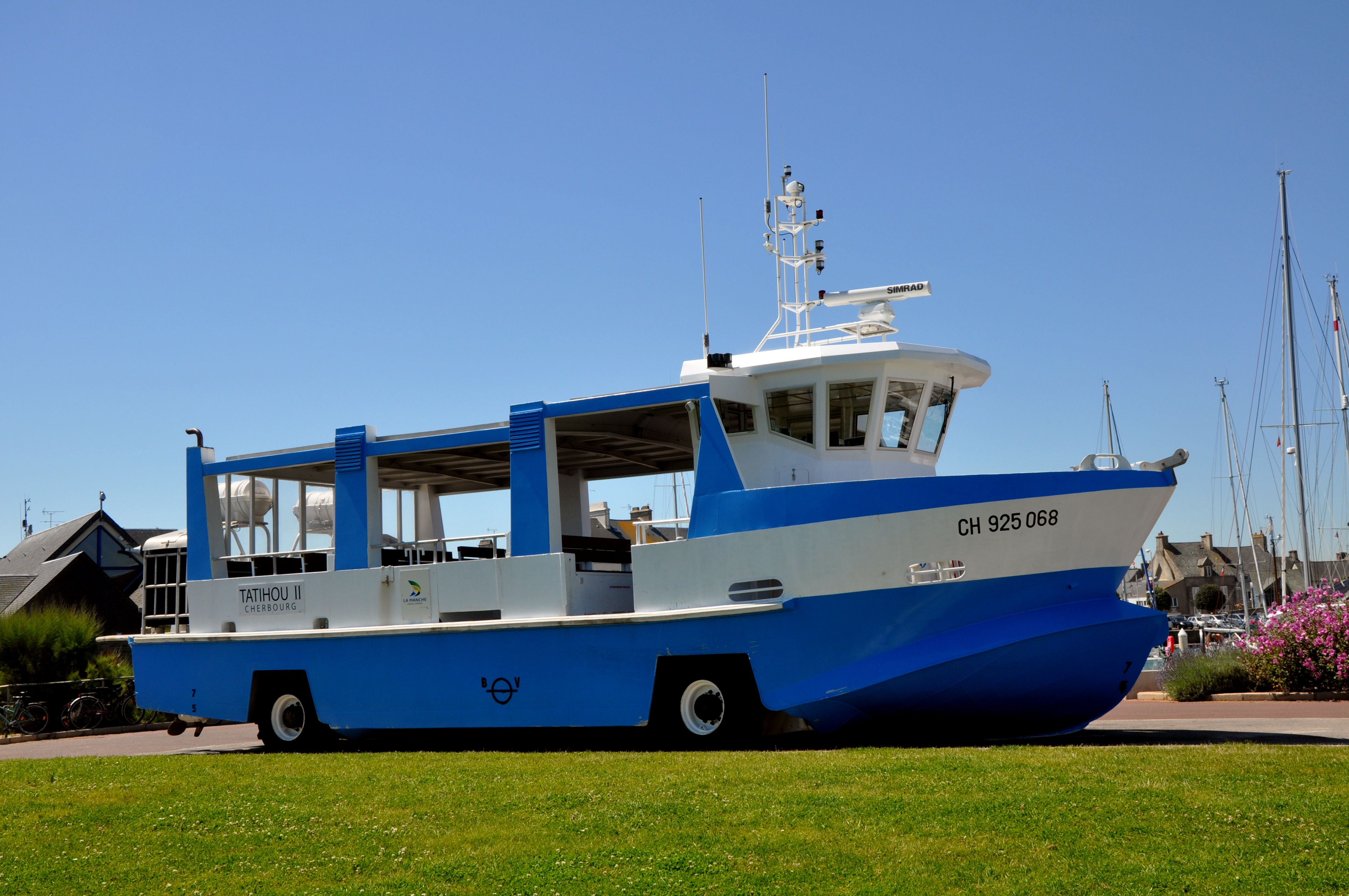
Pour l'accès à Tatihou, sur roues à marée basse.
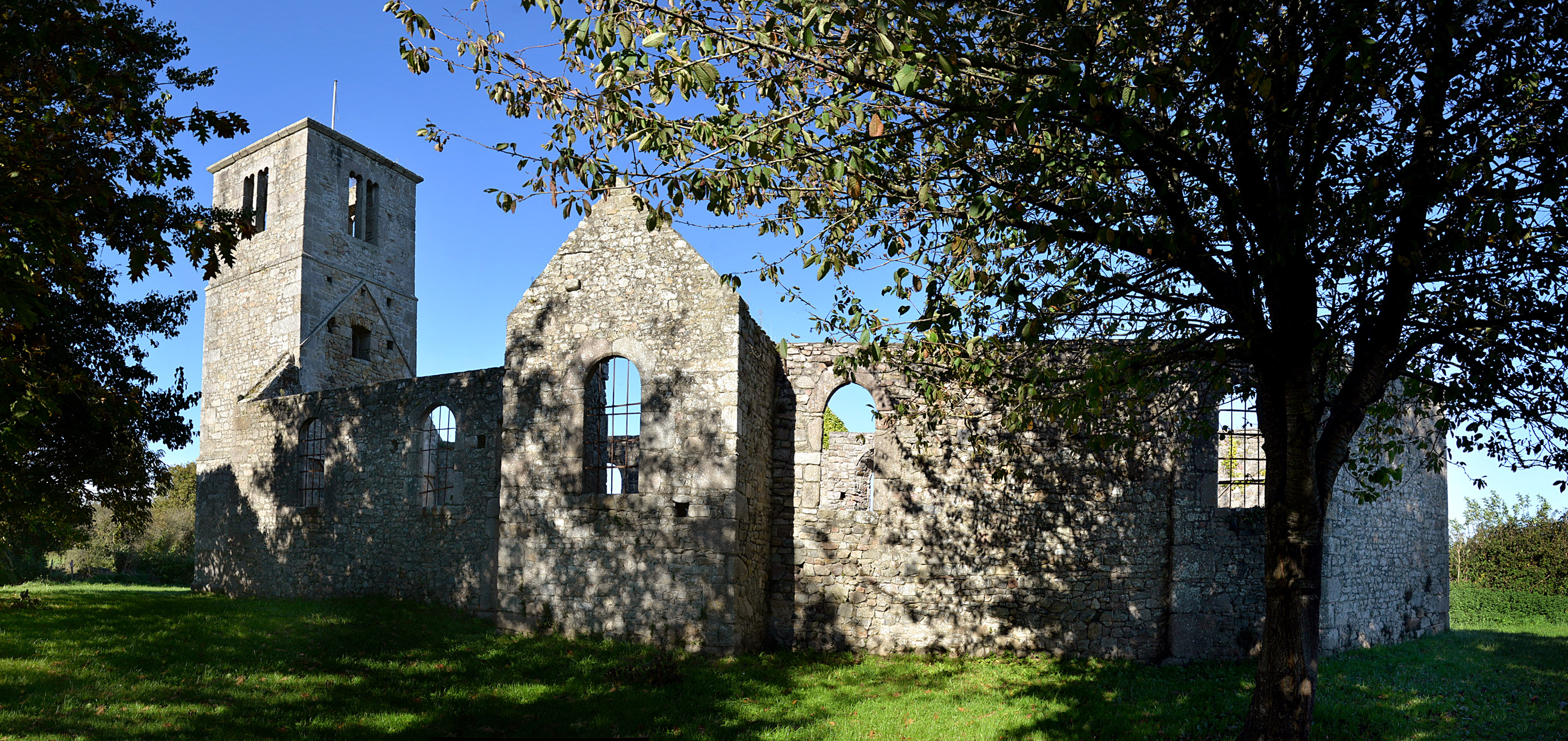
Les ruines de l'église Saint-Martin de Rideauville.
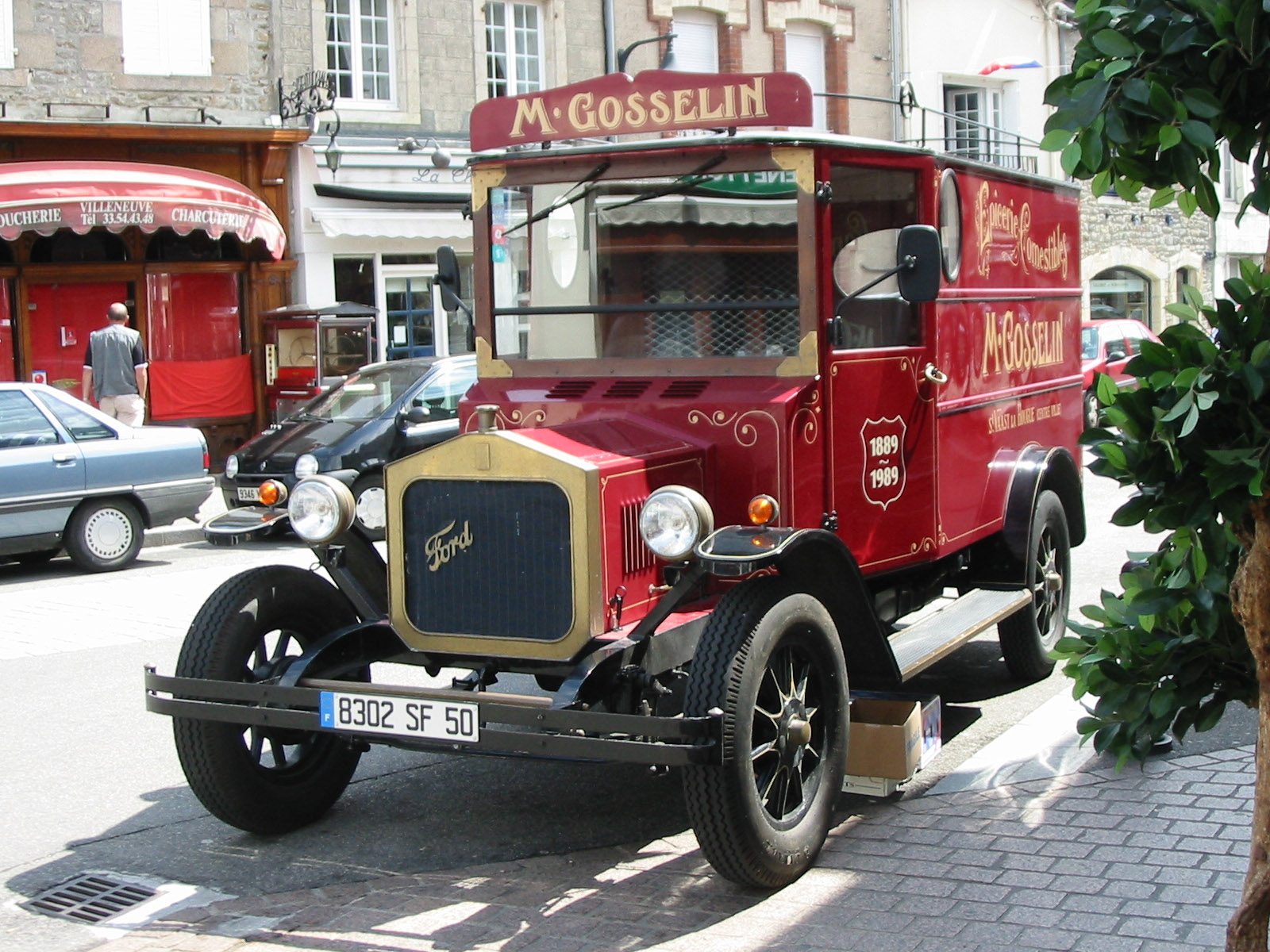
L'épicerie Gosselin.

### Patrimoine culturel
Selon une légende locale, les lieux auraient été hanté par un moine damné « le moine de Saire », objet de plusieurs biographies.

#### Musée
- Musée de peintures de Paul-José Gosselin.

#### Dans la fiction
- L'enseigne du Soleil Royal. roman / Bruno Robert ; ill., Daniel Lordey. - Paris : P. Téqui, 2007 - (collection Défi ; 25)  (ISBN 978-2-7403-1386-2)
- Dans la série Les Treize Vents de Juliette Benzoni l'action se situe en partie dans la région de Saint-Vaast-la-Hougue. Quatre tomes composent le récit :
  1. Le Voyageur - Pocket  (ISBN 2-266-11475-1) ;
  2. Le Réfugié - Pocket  (ISBN 2-266-11487-5) ;
  3. L'Intrus - Pocket  (ISBN 2-266-06558-0) ;
  4. L'Exilé - Pocket  (ISBN 2-266-11477-8).
- La série Les Six Compagnons de Paul-Jacques Bonzon compte un tome Les Six Compagnons et la Bouteille à la mer qui a pour cadre Saint-Vaast-la-Hougue et les Îles Saint-Marcouf.
- Les Foulards Rouges - F. H. Fajardie - Livre de Poche
- La ville et ses environs servent de cadre également à la série Tombelaine dessinée par Bernard Capo sur un scénario de Gilles Chaillet.
- La bande-dessinée Livret de Phamille de Jean-Christophe Menu  (ISBN 978-2-90902-054-9) se déroule en partie à Saint-Vaast-la-Hougue, où l'auteur réside avec sa compagne[101].
- Le roman Oraison fun de Michel Hoëllard  (ISBN 978-2-35122-171-6) consacre un bon quart de ses 330 pages à Saint-Vaast-la-Hougue.
- Nadine Mousselet, Les Disparus de Tatihou, éditions Epona, 2019  (ISBN 979-10-94524-17-6) situe son action dans une colonie de vacances sur l'île Tatihou.
- Le film La Marie du Port (1949) a été tourné en partie à Saint-Vaast-la-Hougue[102].
- Le film Le Mur de l'Atlantique (1970) a été tourné en partie à Saint-Vaast[102].
- Le film Tumultes (1990) a été tourné en partie à Saint-Vaast[102].

#### Philatélie
- En 1983, un timbre faisant partie de la série Personnages célèbres à l'effigie de Max-Pol Fouchet, rouge et noir, de valeur 1,80 franc surtaxé de 0,40 franc, comporte Vézelay en 2e plan. Ce timbre a bénéficié d'une vente en 1er jour le 30 avril à Saint-Vaast-La-Hougue et à Vézelay. Il porte le no 282 au catalogue Yvert et Tellier[103].
- En 2020, à la suite de l'élection de Saint-Vaast Village préféré des Français 2019, un timbre est émis au tarif lettre verte à 0,97 €. Il est mis en vente officielle le 6 juillet, après une vente en 1er jour le jeudi 2 juillet 2020 à Saint-Vaast.

#### Gastronomie
L'huître creuse de Saint-Vaast, élevée en pleine mer, iodée et charnue, caractérisée par un goût de noisette, est largement appréciée par les connaisseurs.

### Personnalités liées à la commune
- François Durand (1796-1848), homme politique français, maire de Caen et député du Calvados, y est né.
- François Roulland (1817-1875), médecin et homme politique français, maire de Caen de 1870 à 1875, y est né.
- Louis Lacombe (1818-1884), pianiste et compositeur, y est mort.
- Eugène Boudin (1824-1898), peintre normand qui, entre 1879 et 1883, à peint à Saint-Vaast une trentaine de toiles dont : Port de Saint-Vaast, La Hougue, Tatihou[104],[105].
- Antoine Guillemet (1841-1918), peintre qui séjourna souvent dans le Cotentin entre 1880 et 1905, et peignit des paysages maritimes de Saint-Vaast, de Morsalines ou de Barfleur[105] : Tour de la Hougue, Rivage de Quettehou, Baie de Morsalines, Les moulins près de Saint-Vaast.
- Charles-Auguste Auvray (Saint-Vaast, 1843 - 1909), peintre. Il était le fils d'un maître au cabotage, et dont l'inspiration s'est portée sur les bateaux et le port de sa cité natale. On lui doit notamment Le port de Saint-Vaast[106].
- Frank Myers Boggs (1855-1926), peintre a qui l'on doit notamment les toiles : Marée basse à Barfleur, quai à Saint-Vaast, Vue de Morsalines[104].
- Jean Hubert (1885-1927), concepteur d'avions et pionnier de l'aviation française, y est né.
- Jean Surin (1912-1945), résistant et inspecteur de police, y est né.
- Max-Pol Fouchet (1913-1980), écrivain et journaliste, y est né[107].
- Albert Desile (1914-2004), journaliste, résistant, historien local, y a résidé et y est mort.
- René Lepelley (1925-2011), spécialiste de dialectologie normande, y a résidé[108].
- Michel Hoëllard (né en 1952), écrivain, y réside depuis 2014[réf. souhaitée].
- Patrick Massieu, (1953-2021), acteur, y est né[109].

Tableaux d'Eugène Boudin
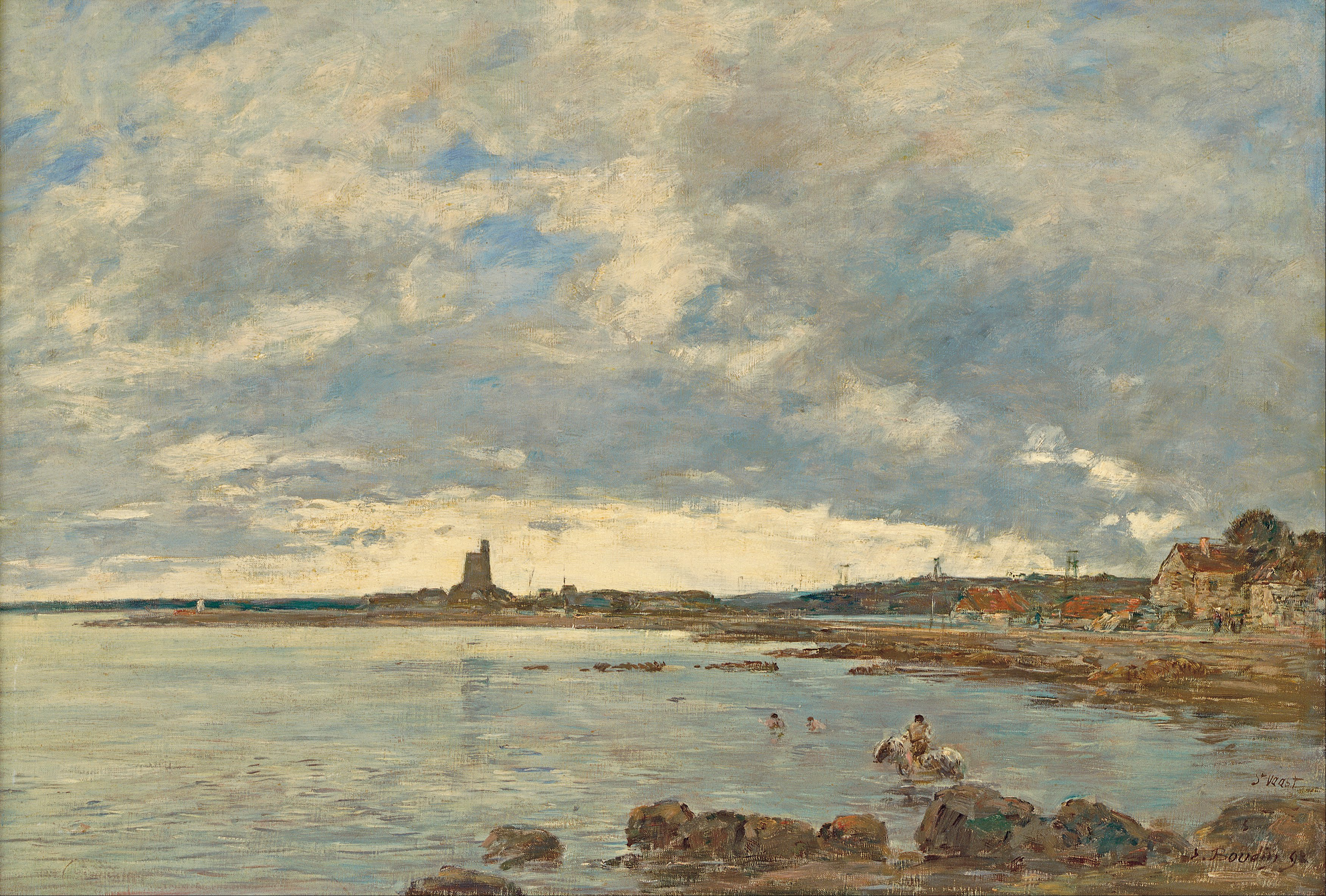
Saint-Vaast-la-Hougue, 1892 Adelaïde, musée d'Australie-Méridionale.
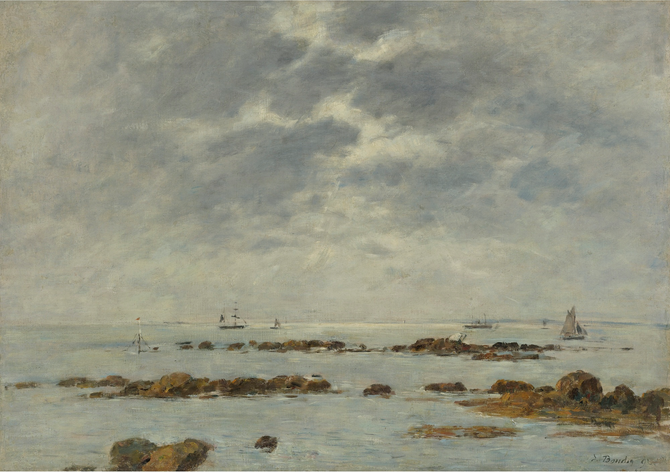
Marine à Saint-Vaast-la-Hougue, 1892 Collection privée, vente 2011.

### Héraldique
| Blason à dessiner | Blason  | Parti d'azur à la tour de Tatihou d'or ouverte et ajourée de sable et de sable à la tour de la Hougue aussi d'or ouverte et ajourée aussi de sable sur une mer d'azur ondée de sable et d'azur de l'un en l'autre ; enté d'argent à l'ancre de gueules ; le tout sommé d'un chef de gueules chargé de deux léopards adossés d'or,. |
| Blason à dessiner | Détails | Les deux léopards d'or rappellent les armes de la Normandie. Officiel. |